# Buick Special

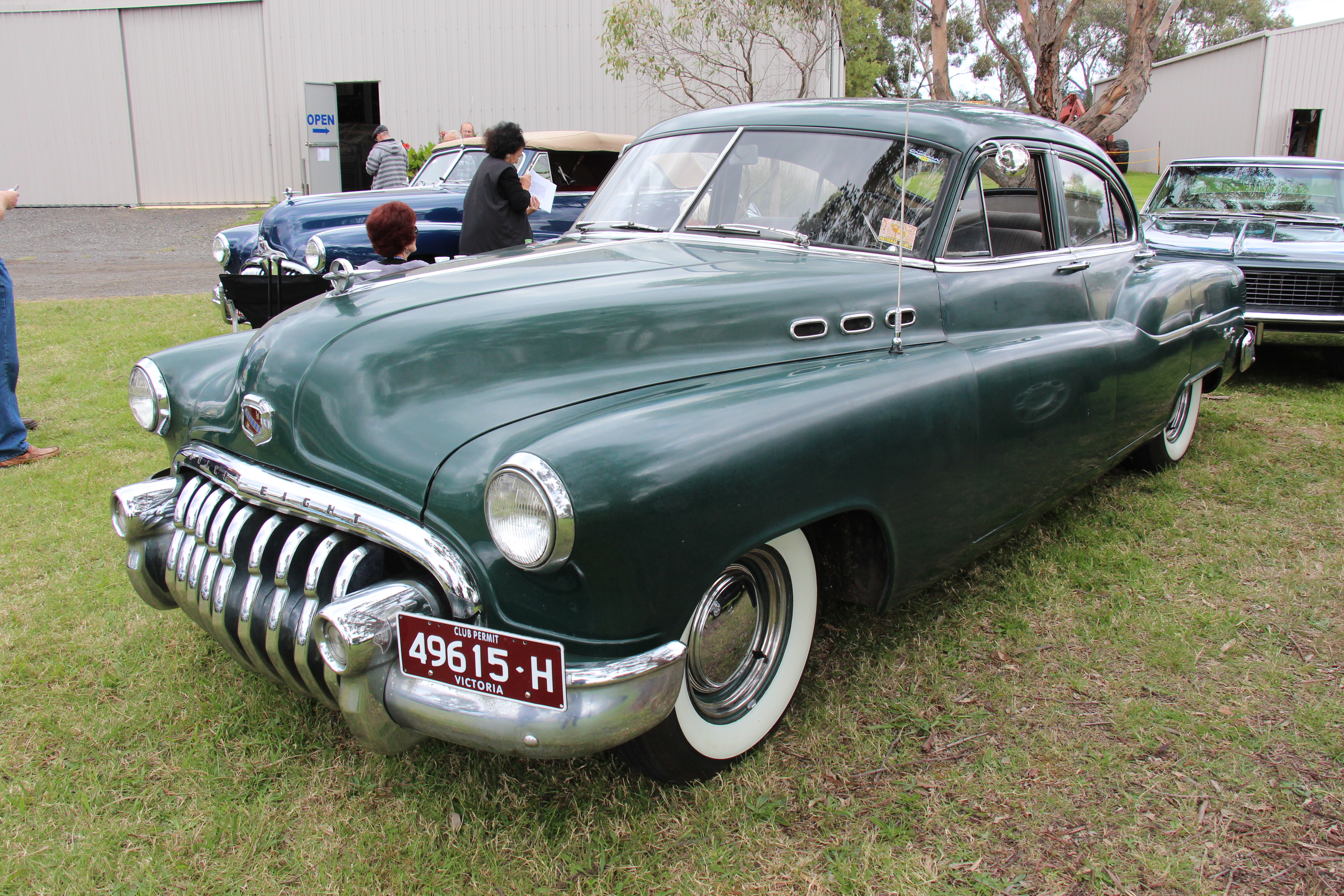
Buick Special Jetback de 1950.

La Buick Special est une automobile produite par Buick de 1936 à 1958 et de 1961 à 1969. Elle succède à la Buick Master Six.

## Historique
En 1959, le modèle Special est remplacé par le modèle LeSabre qui était toujours une voiture de taille standard. Elle revient en 1961 et sera produite jusqu'en 1969 avant son remplacement par la Buick Apollo.

## Série 40 (1930)

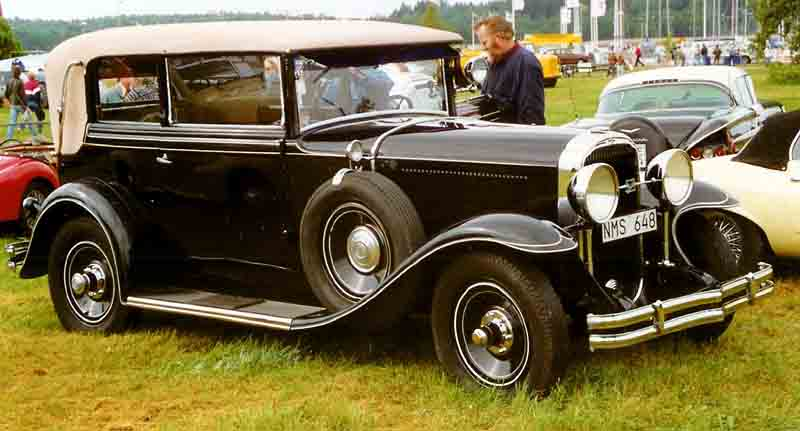
Buick série 40 de 1930.

Les Buick série 40 font leur apparition en 1930 comme modèle d'entrée de gamme en remplacement des plus petites Buick Master Six (model 20 à 27 avec un empattement de 116 pouces). En dessous se trouve l’éphémère marque Marquette (automobile) (en) dont les modèles sont classés dans la série 30.
En 1931, la marque qui ne proposait que des moteurs à six cylindres met au point le fameux Buick Straight Eight de huit cylindres en ligne et renouvelle entièrement sa gamme, faisant disparaître les petites série 40 au profit des série 50 qui resteront le modèle de base jusqu'en 1933 et finiront par disparaître pour 1936. La période qui s'ensuit, marquée par la crise économique, verra la marque Buick, qui ne propose que des huit cylindres assez chères, tomber de la 3e place en 1931 à la sixième place en 1933 et même à la septième en 1935 malgré un fort rebond des ventes d'automobiles.

## Série 40 (1934-1935)

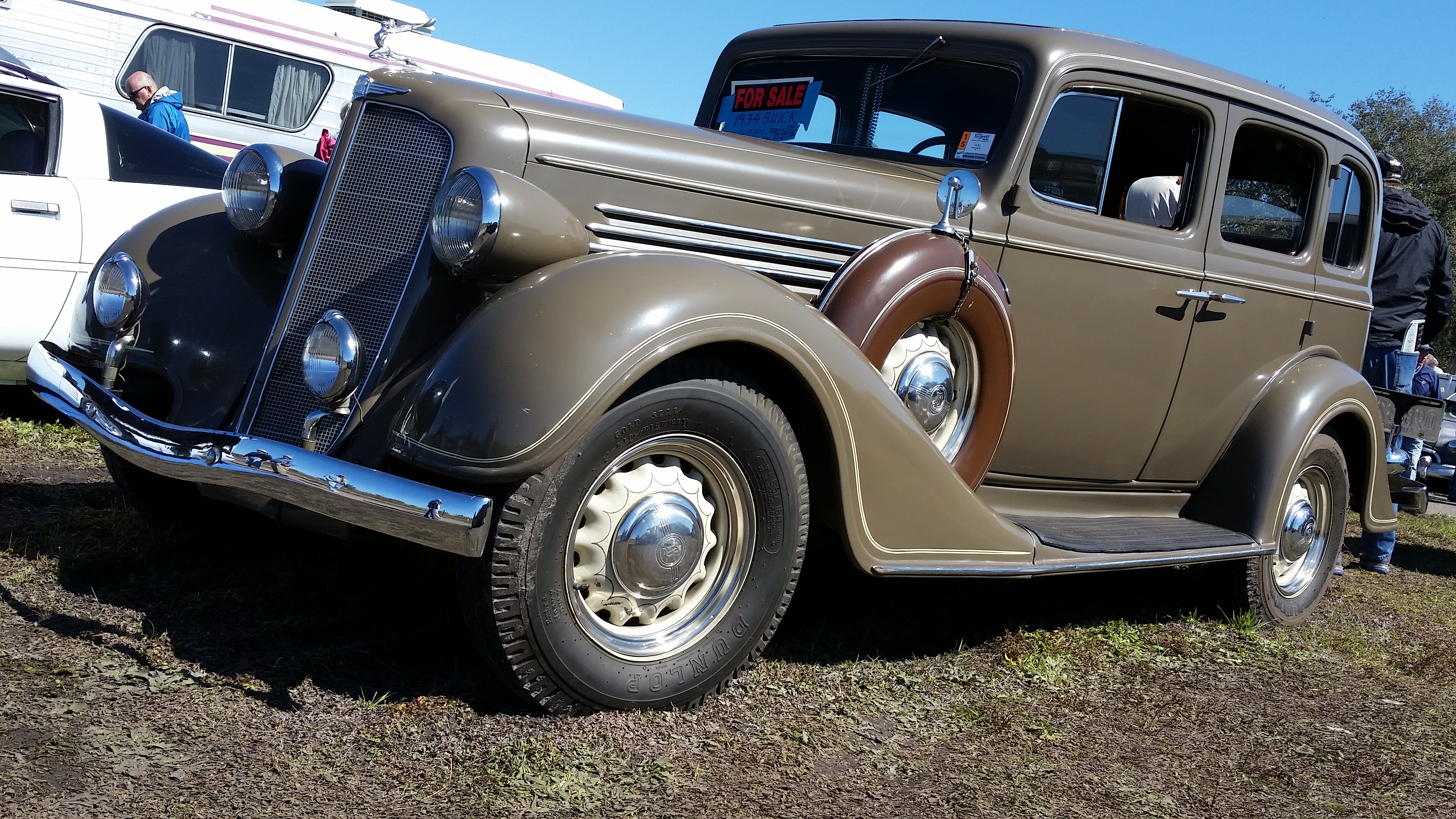
Buick série 40 quatre portes de 1934.

En 1934, un nouveau modèle huit cylindres fait son apparition en dessous des série 50. Leur empattement était de seulement 117 pouces (2,97 m) - un de moins de celles de 1930 - qui restera inchangé en 1935 tout comme le moteur de 3,81 l de cylindrée produisant 93 ch.
Les nouvelles série 40 se déclinent en 5 versions (un roadster cabriolet s'ajoute en 1935) :
- coupé sports avec siège de coffre ;
- coupé business avec grand coffre et espace de stockage ;
- berline 4 portes, avec ou sans coffre ;
- berline deux portes, avec coffre.

Avec 26 195 exemplaires sur un total de 71 009 Buick produites en 1934, les série 40 représenteront le plus grand succès de la marque. L'année suivante, les 34 764 exemplaires occuperont même 65,3 % du total des automobiles Buick tandis que les opulentes séries 60 et 90 ainsi que la série 50 (moins puissante malgré sa cylindrée) plongent fortement.

## Première génération (1936-1949)
Le nom Buick Special a été utilisé par la firme américaine Buick pour la première fois en 1936 pour désigner le petit modèle (format standard) de Buick seulement appelé series 40 auparavant.
Ce nouveau modèle, plus abordable, et les avancées stylistiques permettront à la marque de Flint, Michigan, de remonter à la quatrième place du total des ventes en 1940.
La même année, les série 50 ont disparu tandis que les série 60 sont devenues les Buick Century qui partagent la caisse des Special sur un châssis allongé accommodant le moteur fort puissant des Roadmaster. Cet arrangement perdurera jusqu'en 1942.

### 1936
Les nouvelles Buick 1936 se distinguent par un aspect plus arrondi (toit, calandre, contours de fenêtres, etc.). Les coupés conservent pour la dernière fois une carrosserie à une fenêtre latérale. L'empattement est désormais de 117 pouces et les nouveaux modèles ont un poids inférieur. Elles introduisent également des pare-brises en V à montant central et une carrosserie turret-top moins large vers le haut. Le moteur reste le même qu'en 1934.[réf. souhaitée]

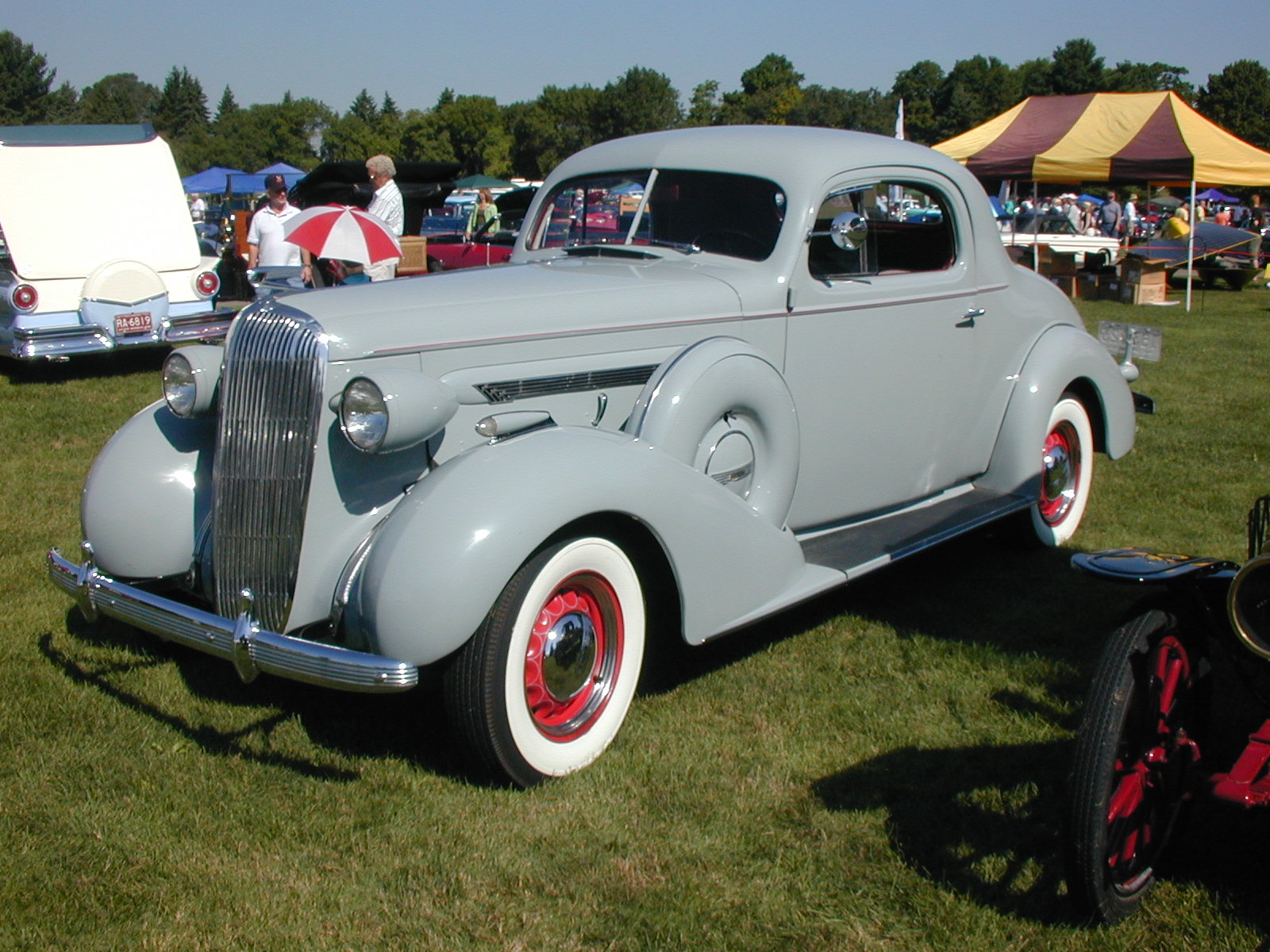
Coupé version 1936.
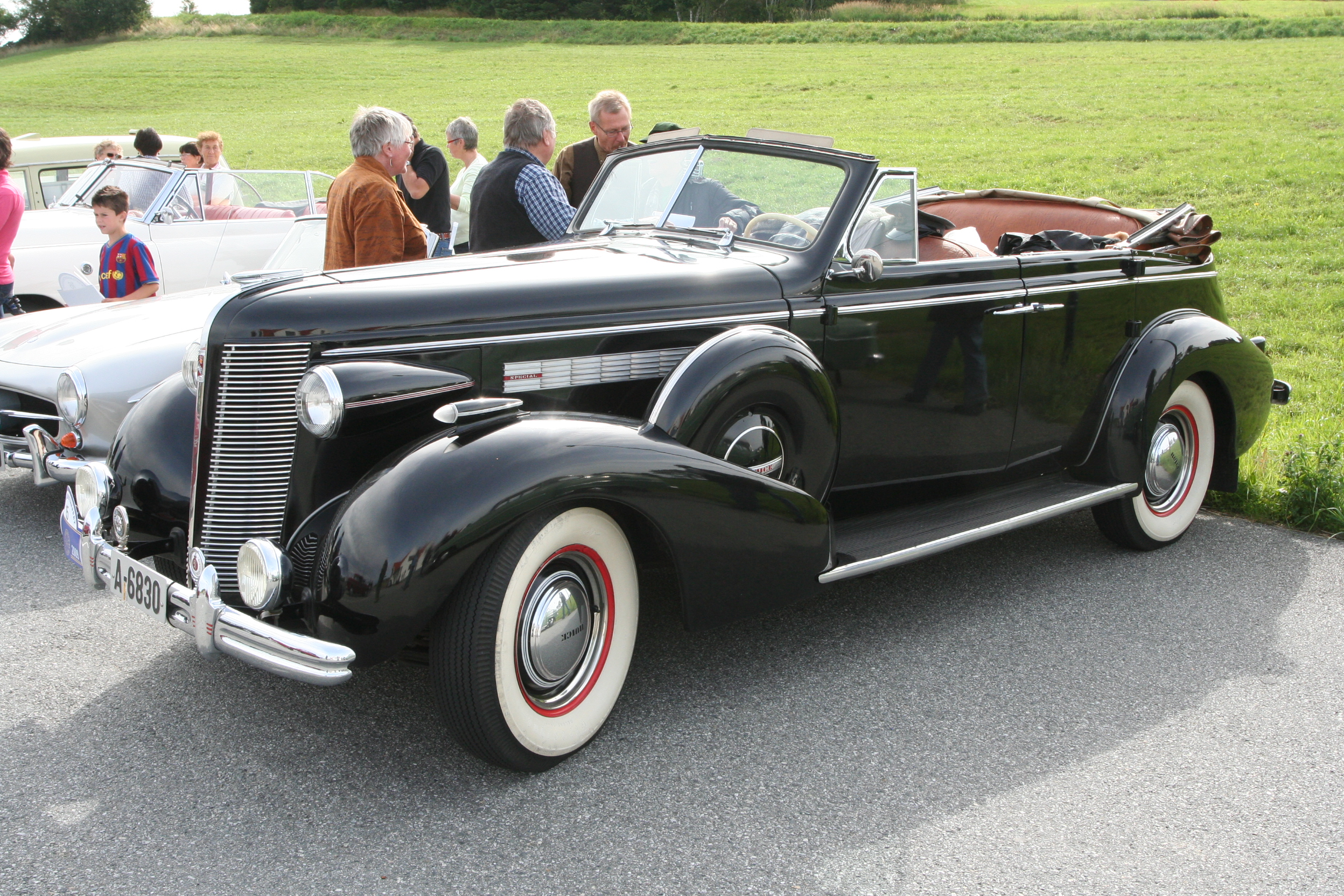
Phaéton de 1937.

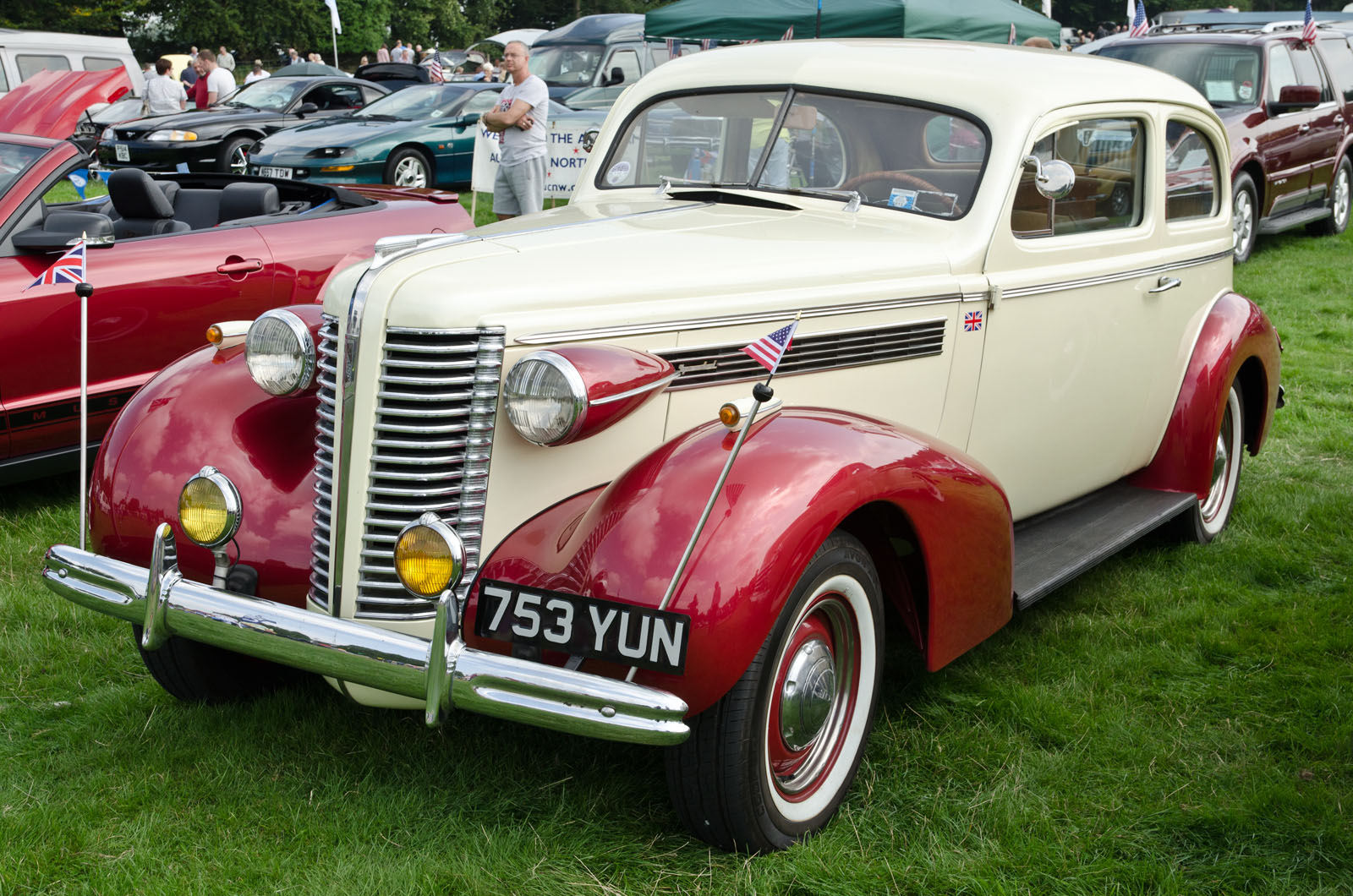
Deux portes de 1938.
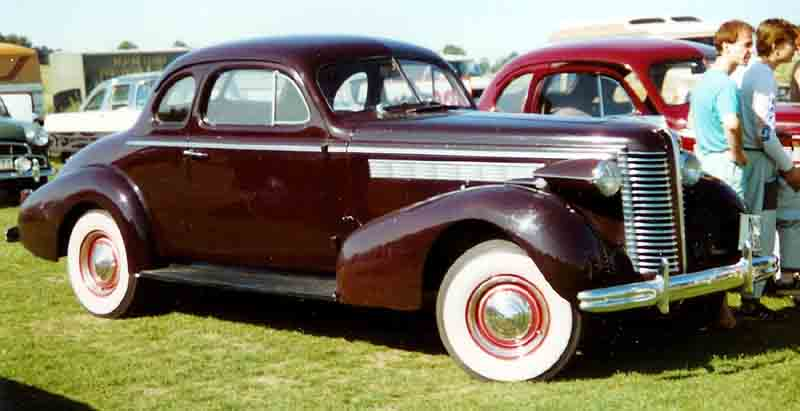
Coupé sports de 1938.

### 1937-1938
Évolution du modèle de 1936 qui gagne en longueur (avec un empattement de 122 pouces) et dont les coupés ont désormais une fenêtre supplémentaire par face latérale. Les coupés sport n'ont par conséquent plus de siège auxiliaire dans le coffre mais gagnent deux sièges pliables (opera seats). Le modèle 1938 se distingue notamment par sa calandre avec des barres chromées moins nombreuses et plus épaisses.
Le moteur est une nouvelle version du Straight Eight de 4,1 l atteignant 100 ch, puis 107 en 1938.
Les berlines peuvent être commandées avec un coffre proéminent (trunkback) ou un arrière lisse (appelé plainback ou slantback). En plus des cabriolets (2 portes), les Special proposent aussi un Phaéton (décapotable 4 portes) qui existera jusqu'à l'année 1940.

### 1939-1940
En 1939, toutes les Buick (sauf la limousine Limited) sont redessinées avec de nouvelles carrosseries moins verticales avec des montants arrière inclinés. Une vaste calandre avec deux grilles en cascade apparaît et les nouvelles Buick ont un aspect moins vertical. Les slantback disparaissent entièrement de la gamme Special. L'espace intérieur est plus généreux et le châssis raccourcit à nouveau : 120 puis 121 pouces.
En 1939, un straight-eight plus petit de 3,82 l (95 ch) est disponible en option mais ne sera pas reconduit.
Le modèle 1940, légèrement plus long, introduit une calandre plus dépouillée, à barres horizontales, qui reprend néanmoins le découpage de celle de 1939.
Cette année voit cependant apparaître les nouvelles Buick Super, série 50, avec une carrosserie plus large, proche des nouvelles Roadmaster, mais le moteur et le châssis restent le même que les Special. Les Buick Super sont alors proposées en berline 4 fenêtres (town sedan), coupé sport (aux places plus généreuses à l'arrière) auxquels se rajoutent en milieu d'année des cabriolets et phaétons (en remplacement de leurs homologues Buick Special) ainsi qu'un break Woody, le premier alors proposé par la marque.

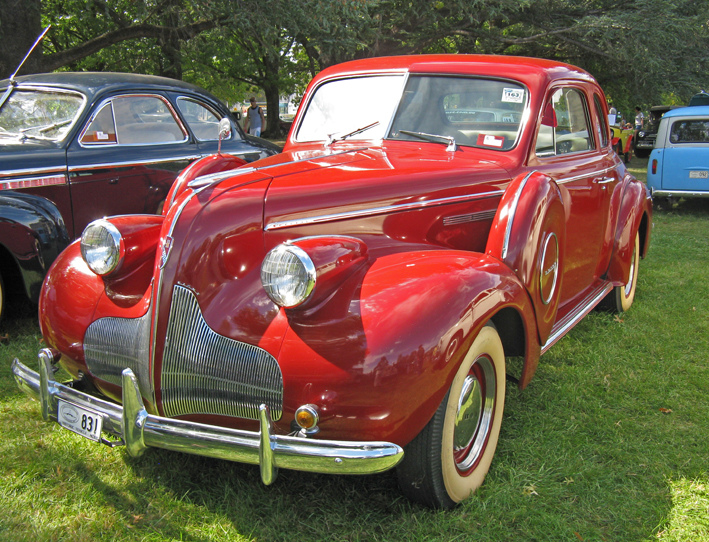
Coupé de 1939 avec sa grille en "cascade"
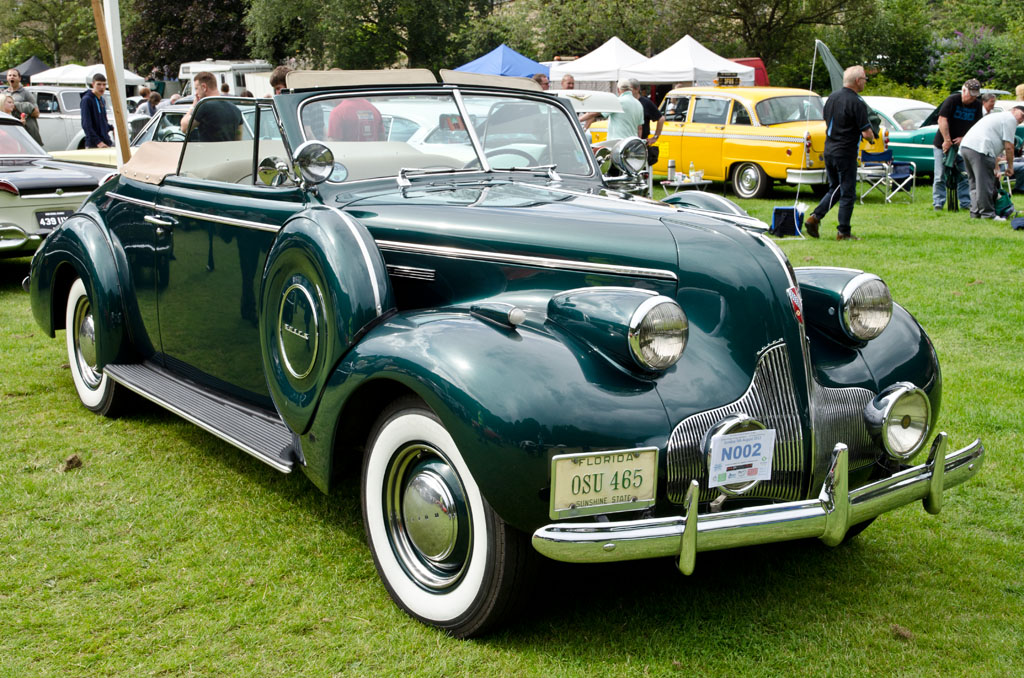
Cabriolet 2 portes.
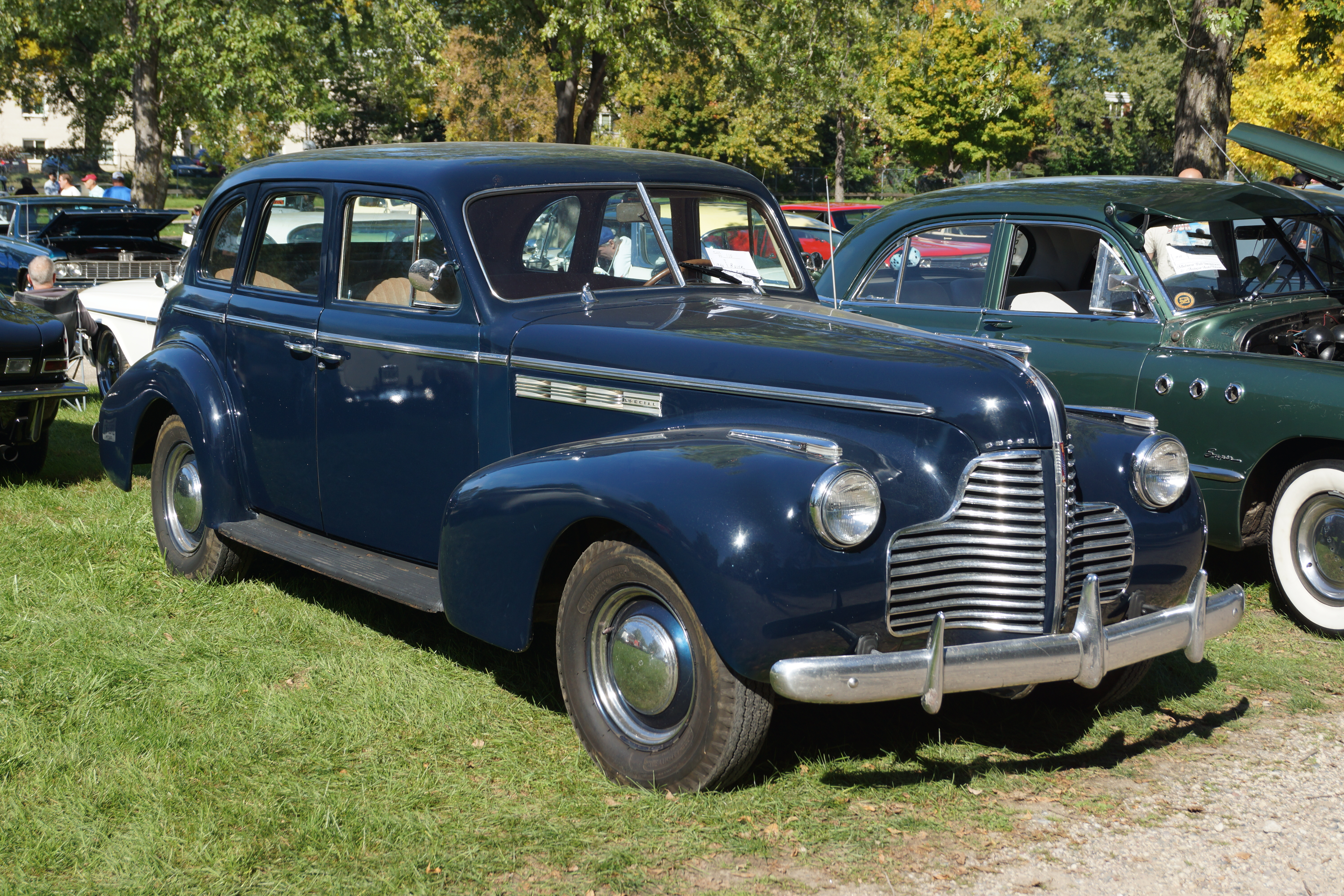
4 portes modèle 1940.
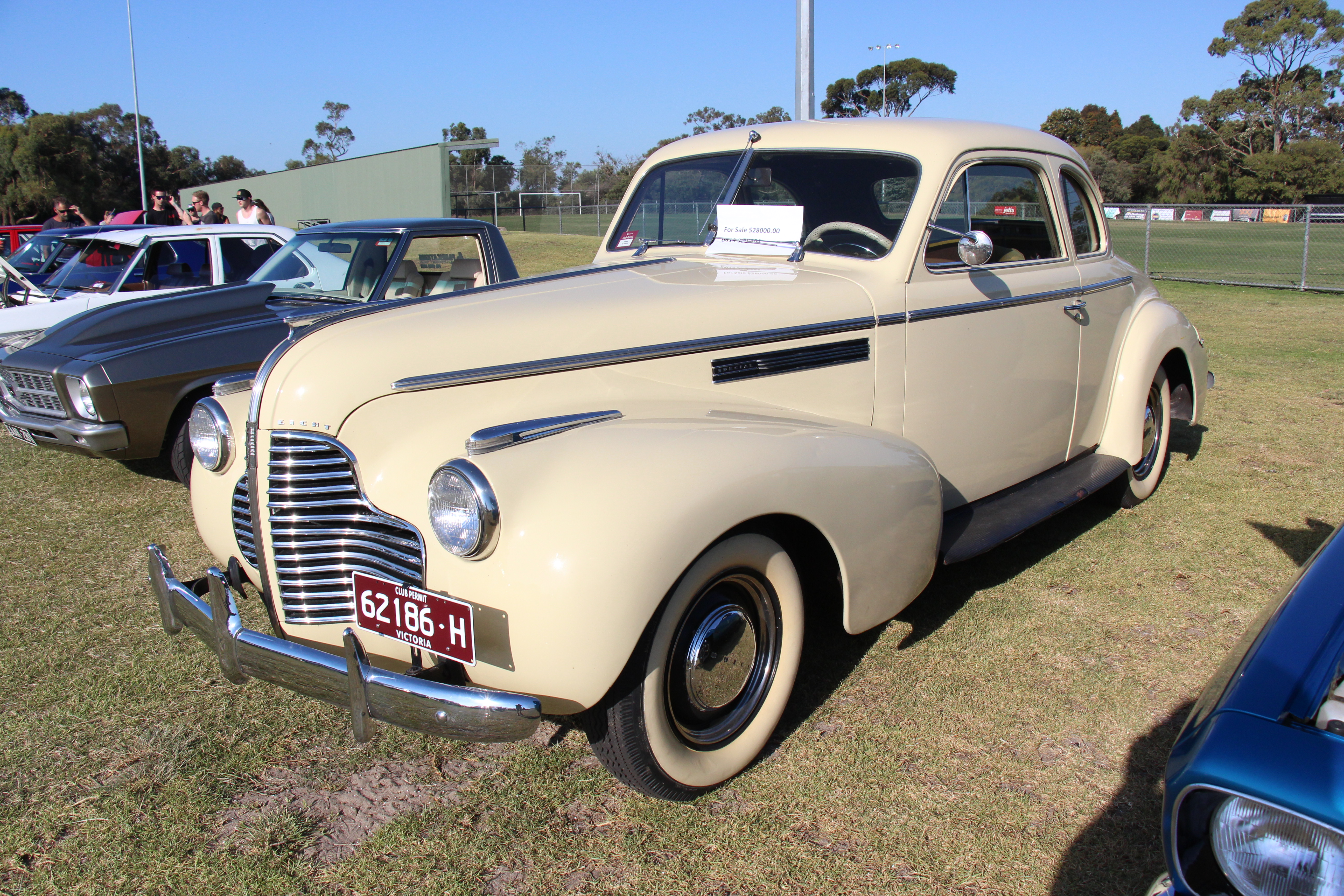
Coupé.

### 1941-1942

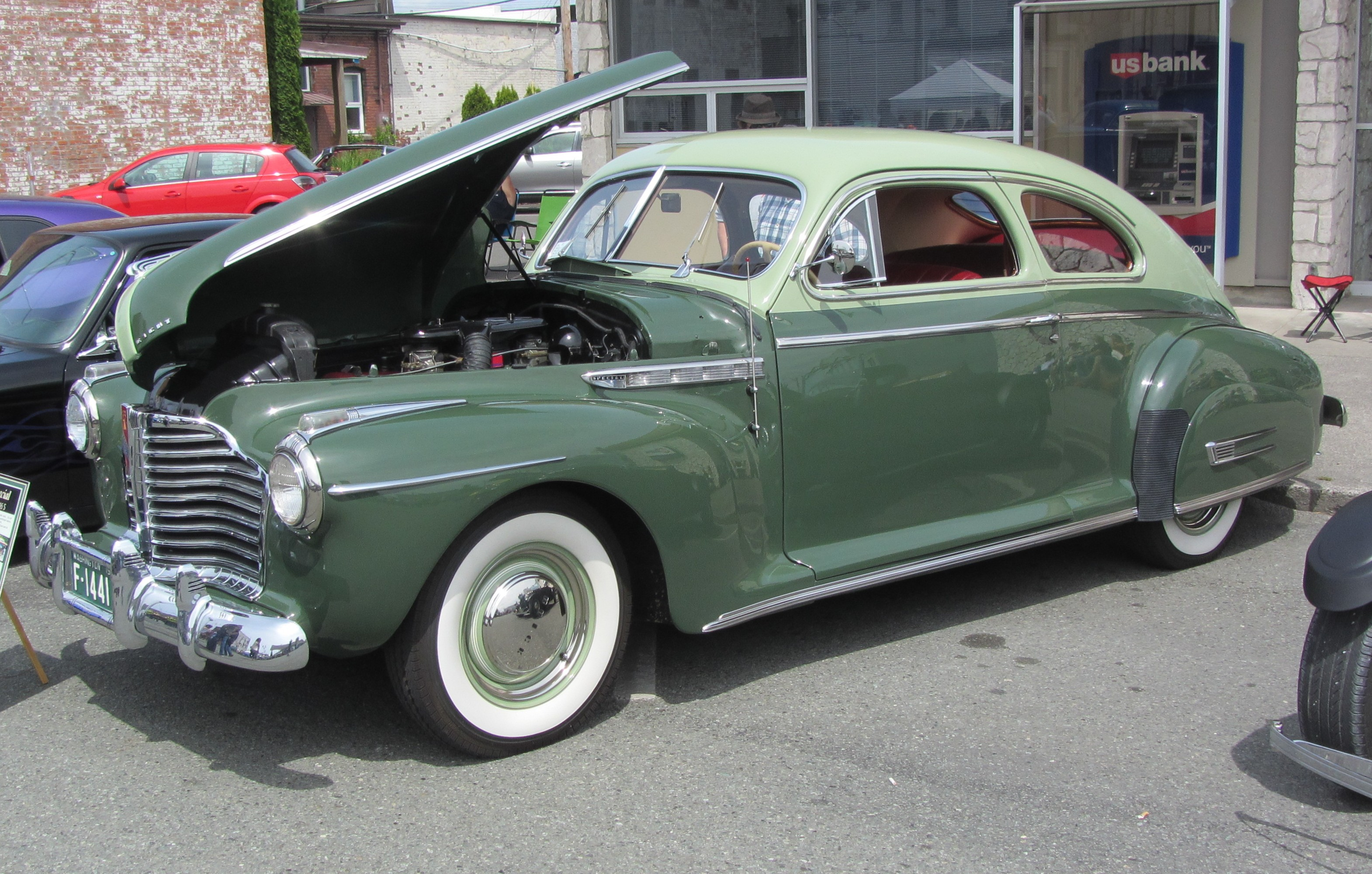
Special sedanet de 1941.

Les Buick Special et Century sont renouvelées et gagnent un arrière aérodynamique, proche de celui des Pontiac Streamliner contemporaines. L'arrivée des Buick Super a chamboulé l'éventail de modèles, les Special 1941 ne comportent que 4 modèles : des berlines 4 portes (sedan) ; des sedanets (berlines 2 portes fastback) ; de rares business sedanet (où le siège arrière est remplacé par un espace de stockage) et le break woodie qui a migré depuis la gamme Super. Cette dernière devient un temps la seule en entrée de gamme à proposer des cabriolets (2 et 4 portes) mais aussi un coupé business conventionnel. Le moteur des Special et Super, conservant la même cylindrée, passe à 110 ch.
À partir de février 1941 une nouvelle série de Special (40A) plus petites se rajoute, sur un châssis de 118 pouces (2,997 m), grâce à l'emprunt de carrosseries Chevrolet rendu possible par la construction uniformisée des différents modèles par Fisher Body. Quatre modèles sont alors proposés : un cabriolet deux portes, un coupé business et un coupé club, calqués sur les Chevrolet Deluxe, ainsi qu'une berline quatre portes qui rappelle les Super mais réutilise en réalité la caisse des nouvelles Chevrolet Fleetline.
La courte année modèle 1942 (allant de septembre 1941 à février 1942) conserve les 4 modèles Special de l'année précédente sur un châssis inchangé de 121 pouces (3,073 m) ainsi que les Special (série 40A) qui introduisent à leur tour des sedanets et business sedanets, tirés des Chevrolet Fleetline, mais aussi les cabriolets deux portes et business coupé conventionnels (appelé utility coupe). À noter que les Buick Super et Roadmaster ont été redessinées cette année et perdent la plupart des modèles de l'année précédente.
L'année 1942 est aussi connue pour avoir vu apparaître les célèbres calandres Buick à "dents" qui seront utilisées jusqu'en 1954. La production d'automobiles est complètement interrompue au moins de février et ne reprendra pas avant la fin de 1945.

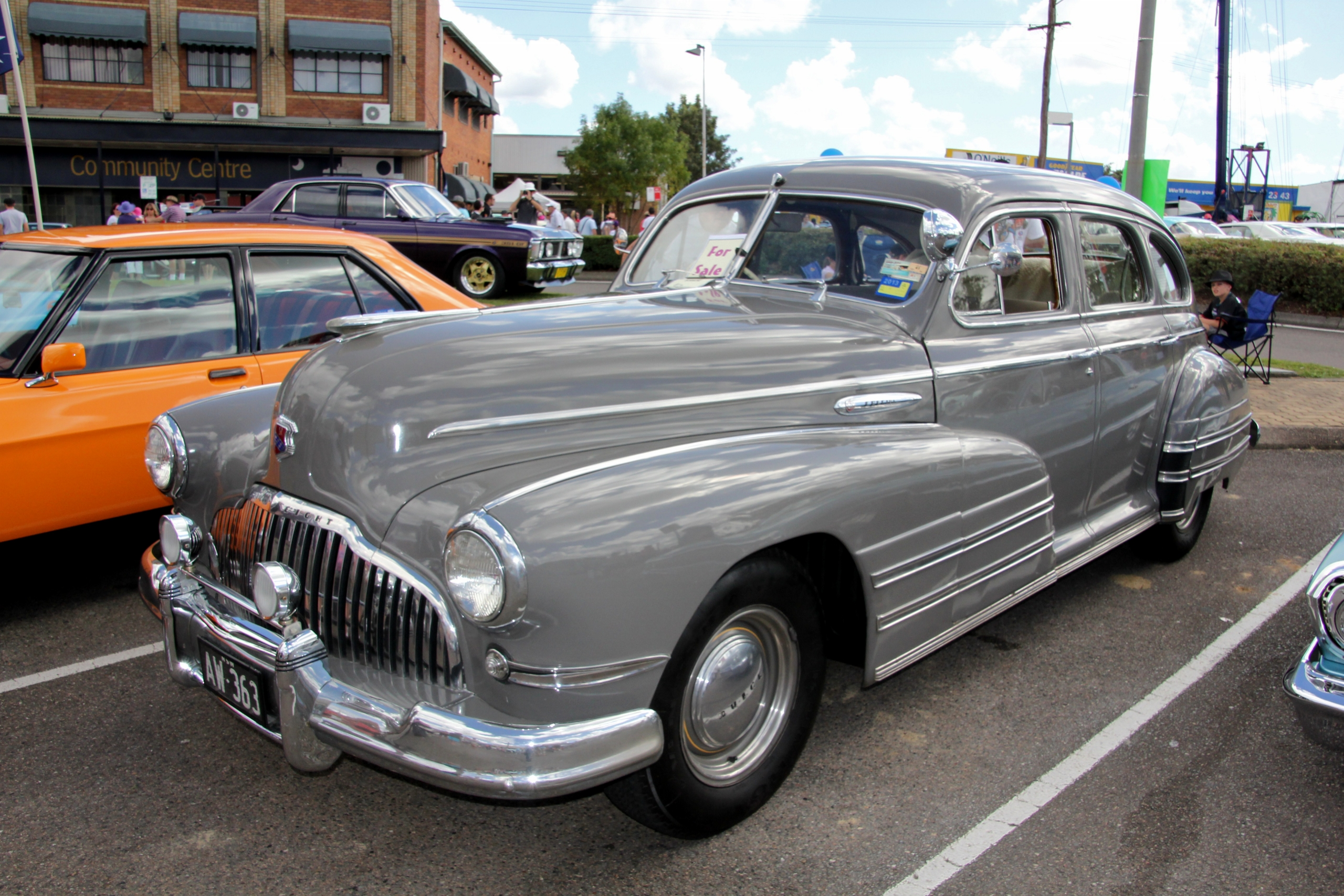
Buick Special (40B) quatre portes de 1942.
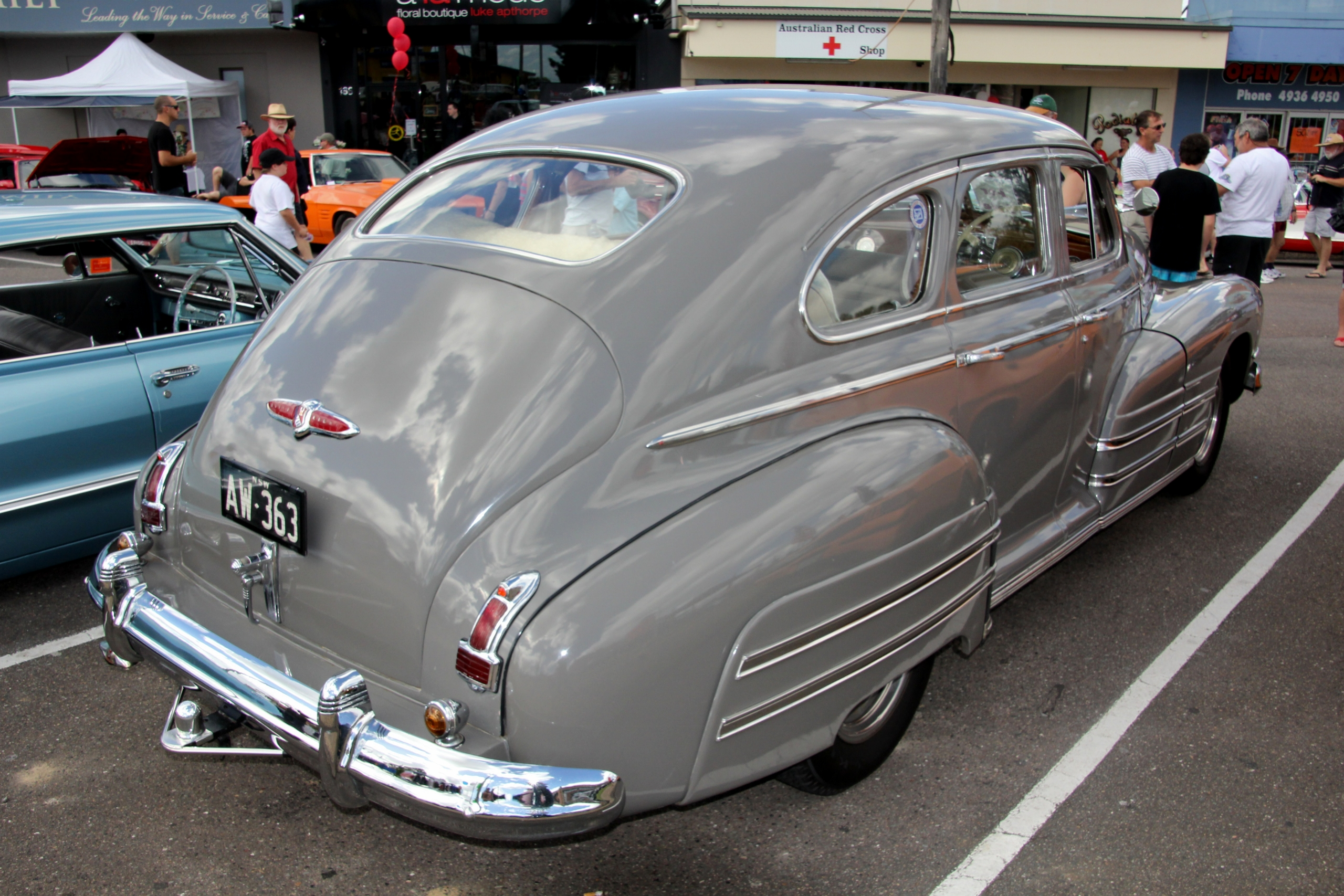
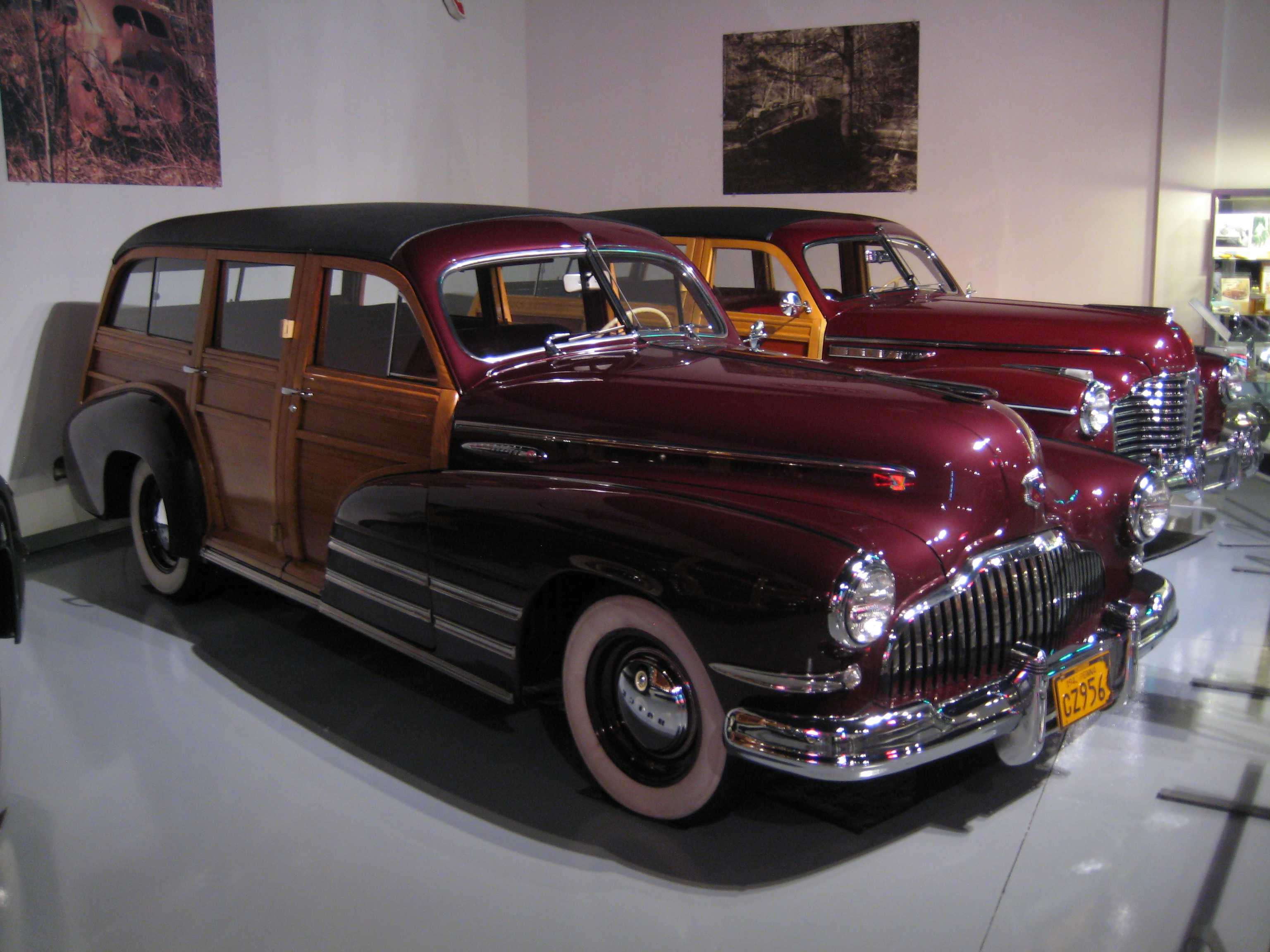
Break Special 1942, à côté d'un exemplaire de 1941.
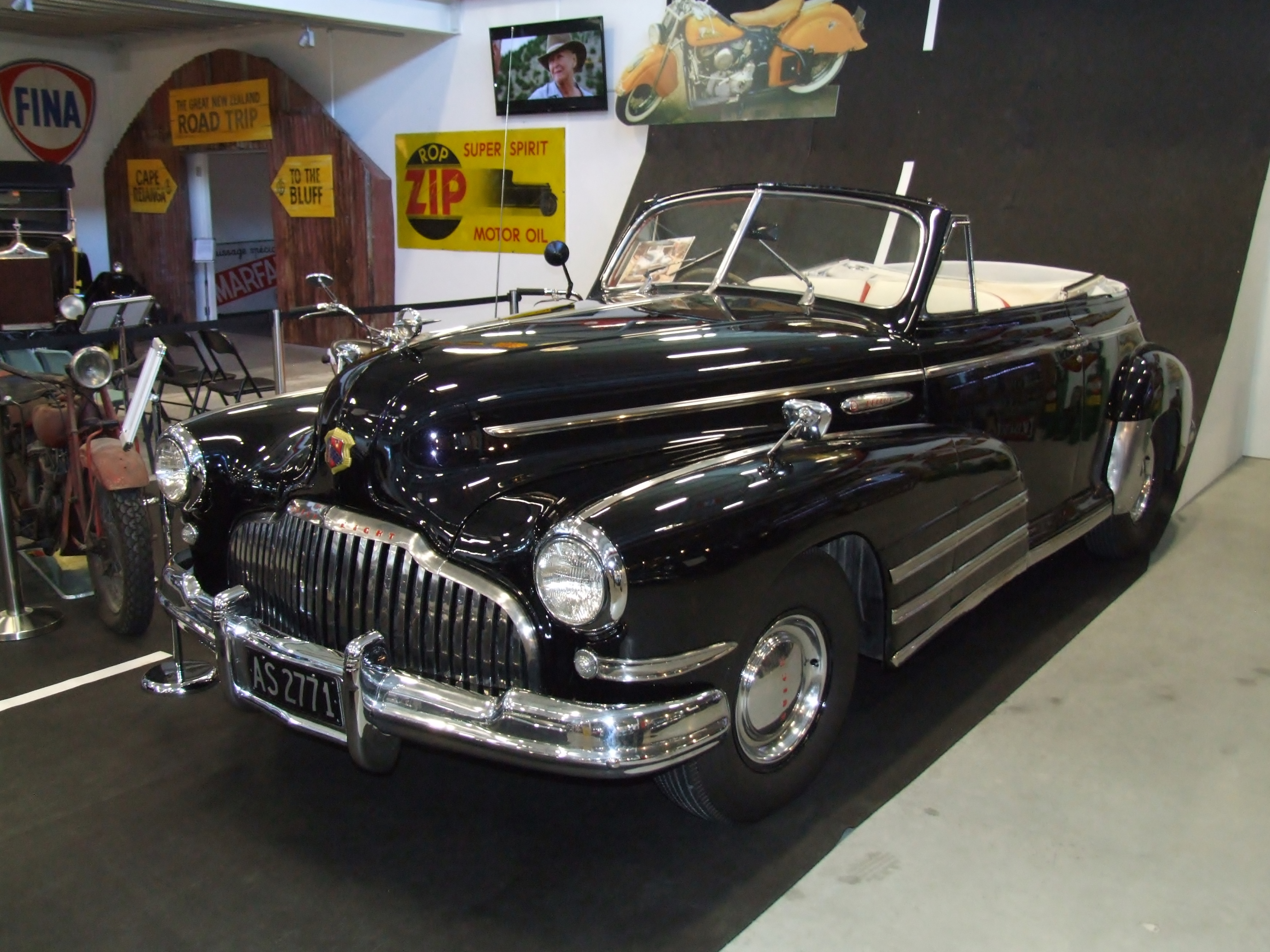
Cabriolet 1942 à châssis court (40A).

### 1946-1949

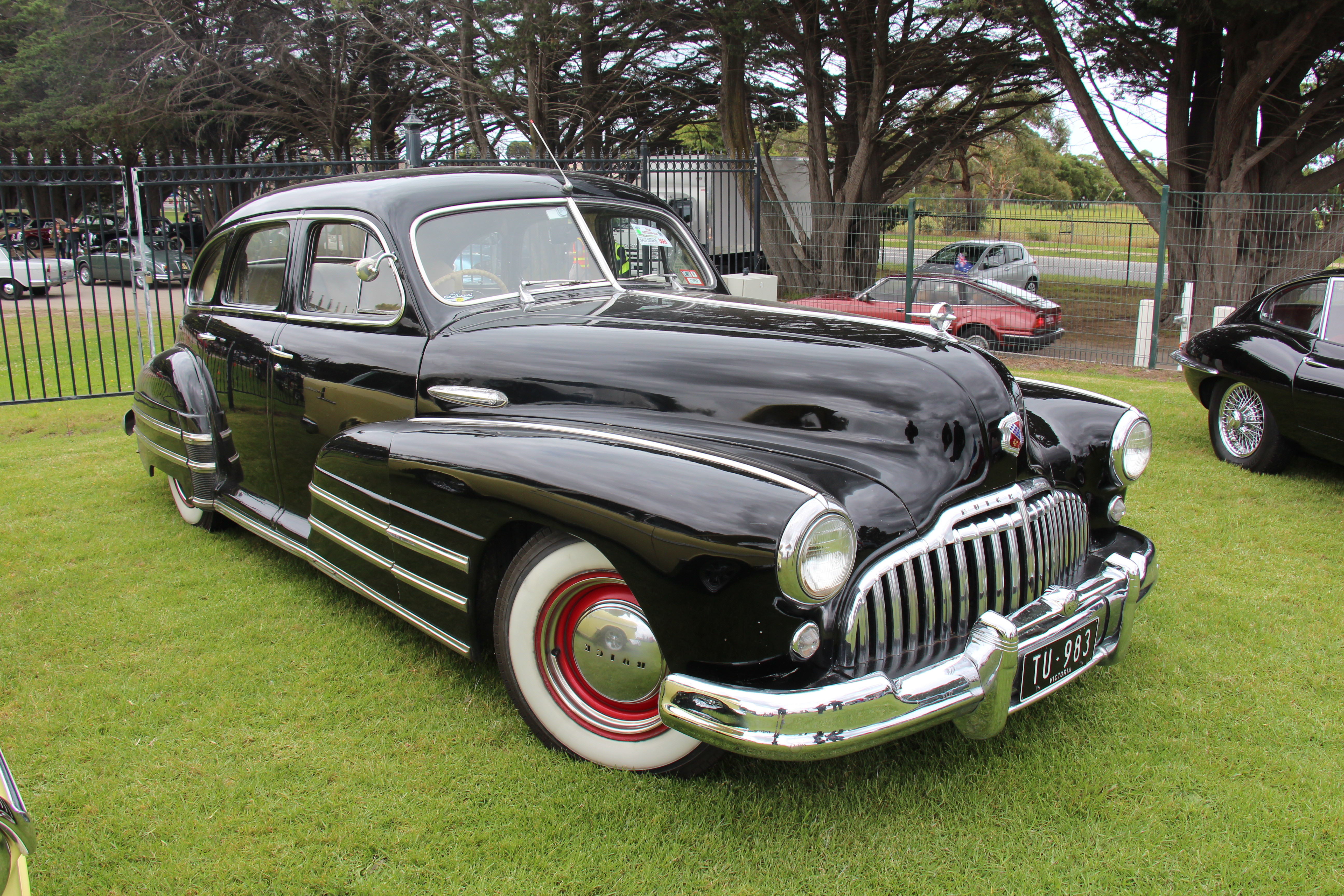
Buick Special 4 portes de 1946.

En 1946, plusieurs modèles Buick, voire des séries entières (les Century, Limited et les éphémères Special 40A), n'ont pas été reconduits. Faute de temps, les modèles restants sont la simple continuation des modèles de 1942 (Special, Super et Roadmaster). Si ces deux dernières séries ont désormais des berlines 4 portes restylées avec des ailes englobant toute la longueur des flancs (déjà utilisés sur les coupés et cabriolets de 1942), les Special conservent leurs ailes simples se prolongeant à mi-portière.
Jusqu'en 1949, la gamme Special ne comportera plus que deux modèles : berline classique et sedanet deux portes.

Si les autres modèles ont été renouvelés dès le début de l'année-modèle 1949, qui commence en , les Buick Special millésime 1948 ont été reconduites pratiquement à l'identique et fabriquées jusqu'en décembre 1948,. Leur remplacement se faisant peu avant l'année 1950.

## Seconde génération (1949-1958)

### 1949-1950
Alors que les Buick Super et Roadmaster ont été complètement renouvelées dès le début de l'année-modèle 1949, mais pas les Special. Cette marque a été la seule du groupe GM à prolonger l'un des modèles issus de 1941 qui avaient été reconduits après la guerre. C'est finalement vers le 8 août 1949 qu'apparaissent les nouvelles Buick Special, dont près de 82 000 seront produites avant le début de l'année-modèle 1950 (uniquement en version) Jetback (fastback) deux portes (model 46) et quatre portes (model 43). Il s'agit davantage d'un modèle 1950 anticipé (en tous points identiques, y compris la calandre caractéristique qu'adopteront les autres Buicks quand commencera l'année-modèle 1950). La sortie tardive des nouvelles Buick Special et la courte prolongation des anciennes n'était pas mentionnée par les brochures et catalogues de l'année 1949.
L'année-modèle 1950 voit apparaître des berlines classiques Tourback (model 41) qui se distingue par un plafond plus haut à l'arrière et une lunette panoramique galbée. Ces dernières seront le modèle le plus populaire avec 142 537 exemplaires (presque uniquement des 41D Deluxe), devant les sedanets (119 837 model 46 et 46D) et les berlines fastback (73 055 model 43 et 43D). Un coupé business (au siège arrière remplacé par un espace de stockage) sera également produit en petites quantités (2 500) comme modèle 46S. En 1950, la Buick Special sera la gamme la plus populaire de la marque auprès des acheteurs : les Special représentent 50,5% de ventes, dépassant amplement les luxueuses Super (37,8%) et les plus puissantes Roadmaster (11,7%).

Buick Special 1949/1950
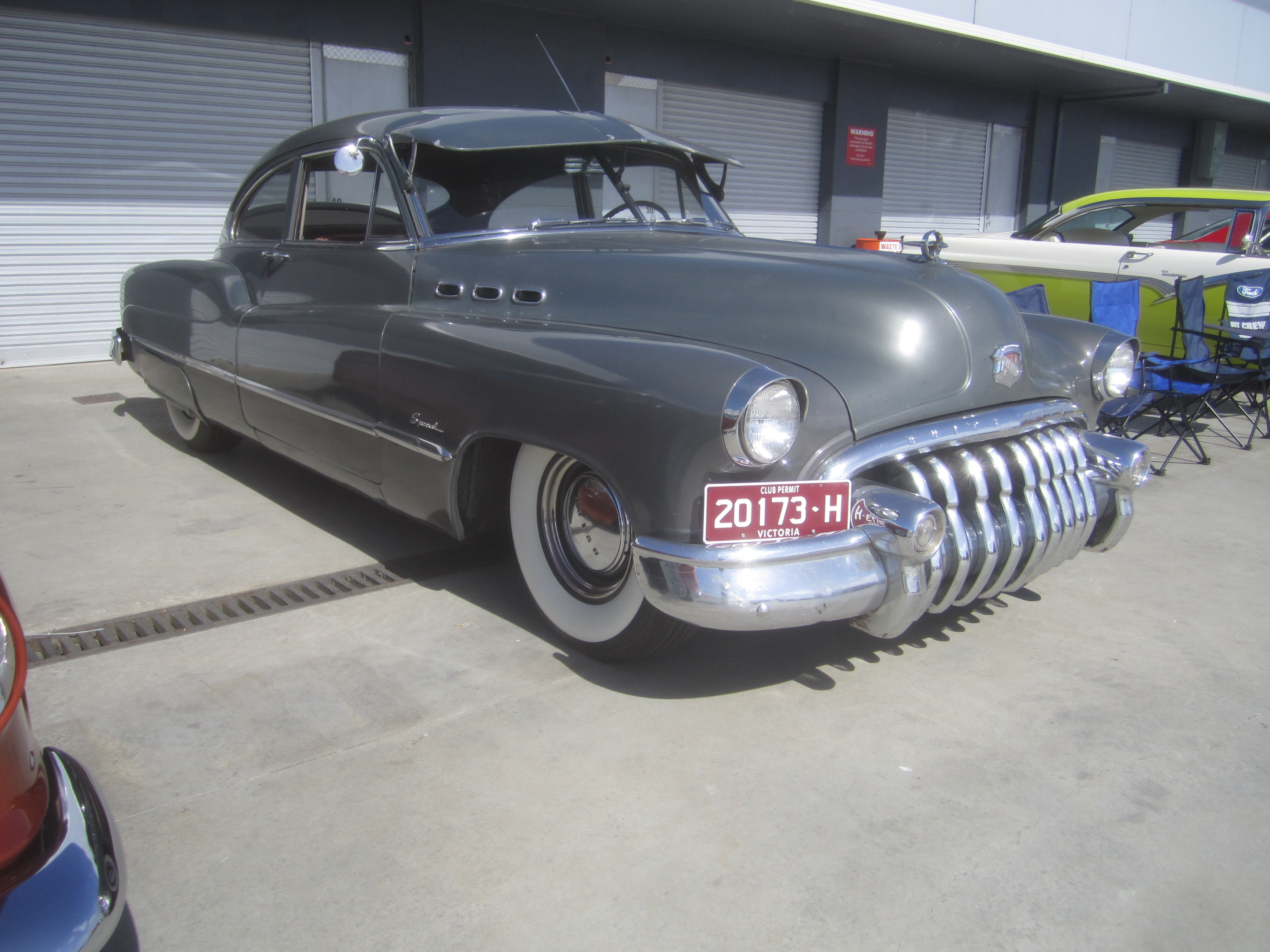
Special sedanette (model 46).
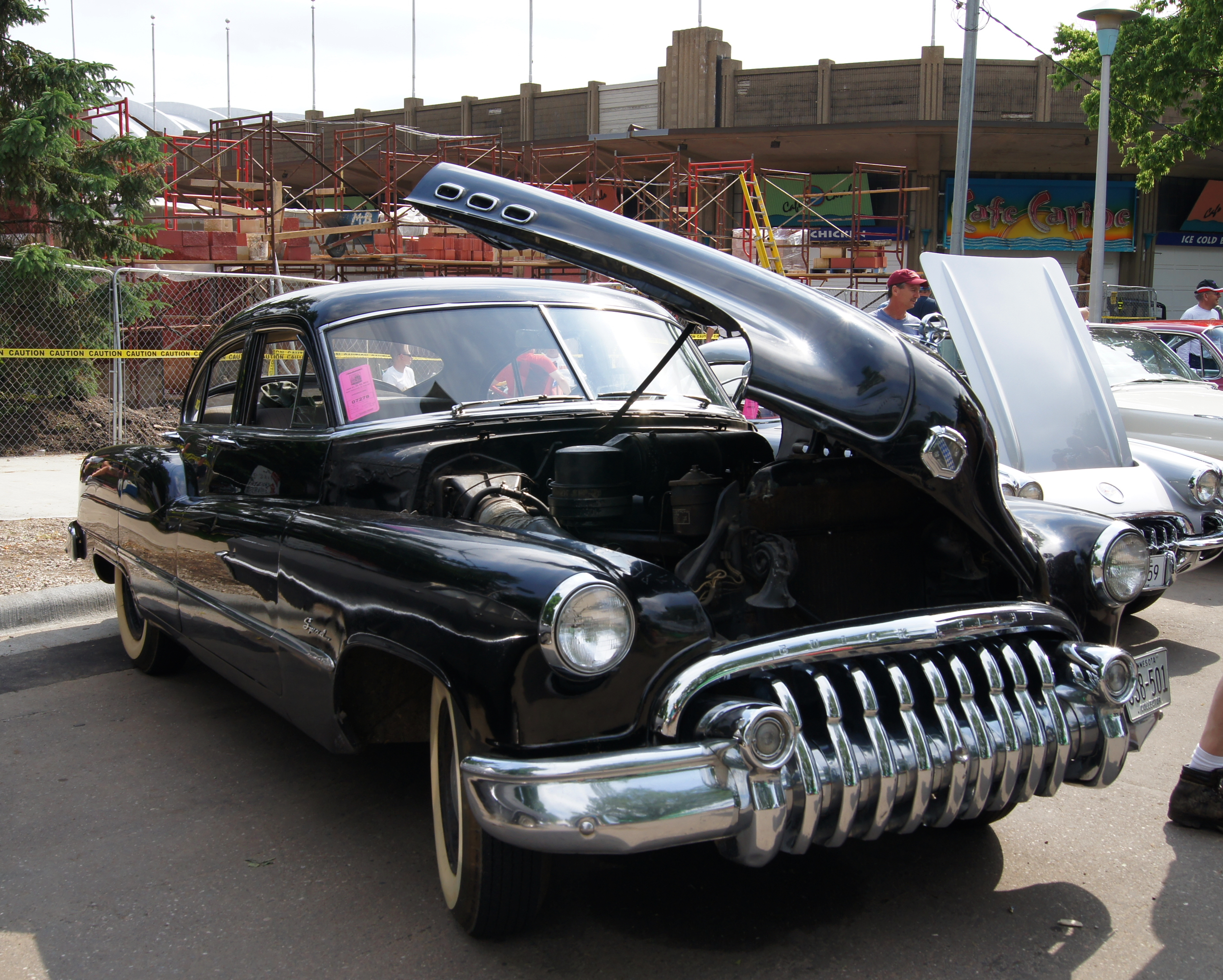
Berline Jetback.
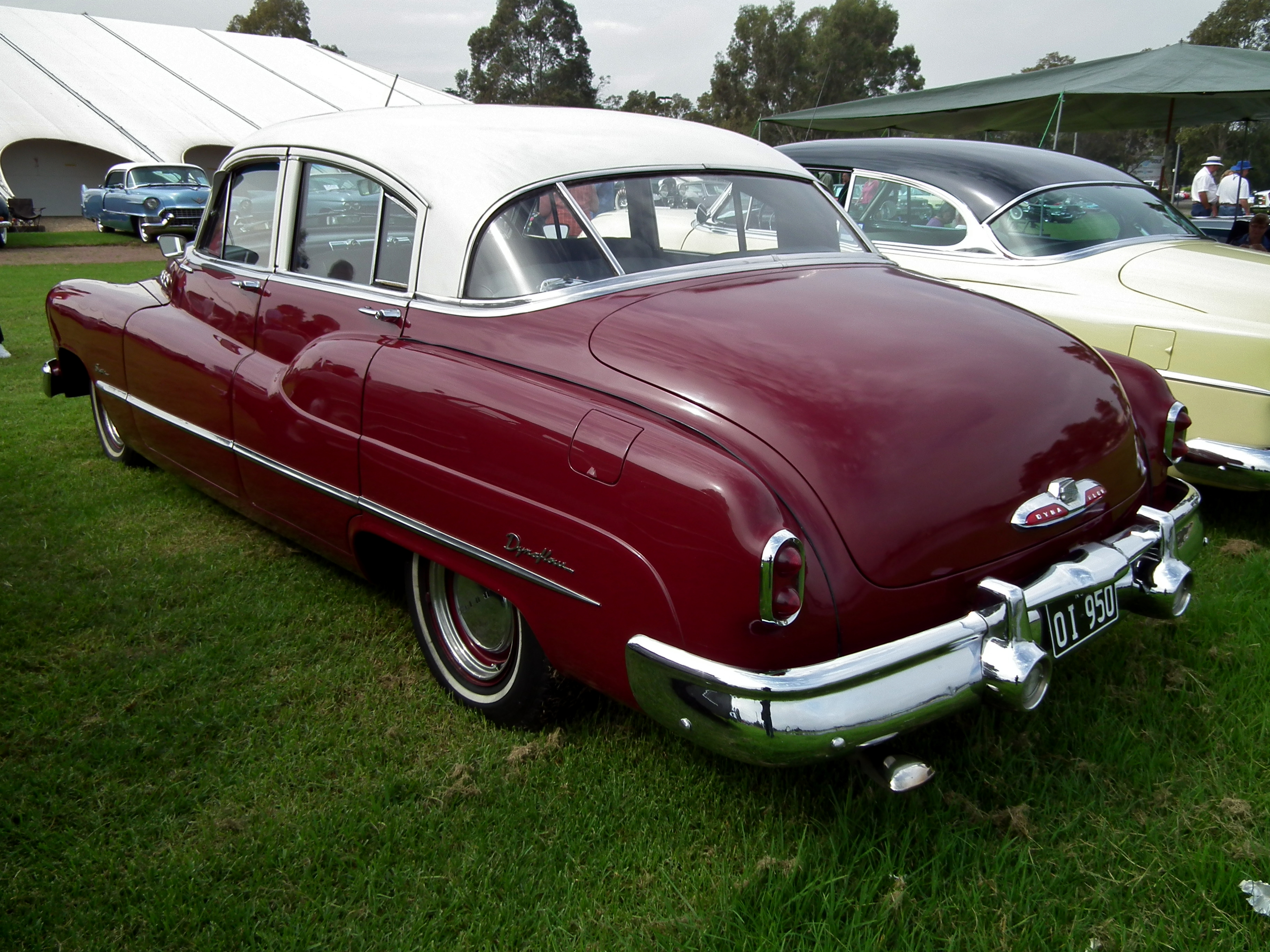
Buick Super Tourback aux vitres similaires aux Special Tourback.

### 1951-1953
En 1951, la calandre exubérante à neuf barres faisant saillie au devant du pare-chocs, réputée pour sa fragilité, est remplacée par une grille plus traditionnelle, à 23 dents ne descendant plus en-dessous du pare-chocs, laquelle sera reprise avec 19 barres (améliorant la ventilation) sur les Buick 1952. Les modèles 1951 à 1953 partagent une nouvelle carrosserie plus traditionnelle (la mode des fastback après-guerre ayant été de courte durée). Les berlines deux et quatre portes ont désormais un montant arrière courbe et la vitre arrière n'atteint plus les faces latérales, sauf sur le nouveau coupé hardtop Riviera, apparu en 1951 en même temps que les cabriolets Special.
La gamme comprend des berlines 4 portes deluxe (41D) et en version de base (41), une berline 2 portes deluxe (48D), un coupé sports (46S) et le coupé hardtop Riviera (45R) ainsi que le cabriolet (46C). Le coupé sport (à montant central et habitacle dérivé des berlines) disparaît du catalogue en 1953 tout comme la berline plus dépouillée (qui avait péniblement dépassé le millier d'exemplaires en deux ans). À noter que des coupés business et des berlines 2 portes plus dépouillées ont existé, uniquement sur papier, dans les brochures de 1951 et 1952.
En 1951 et 1952, les Super trouveront un nombre d'acheteurs légèrement supérieur aux Buick Special qui redeviennent le modèle le plus populaire en 1953, année où le total des ventes avait grimpé de 50%,,.

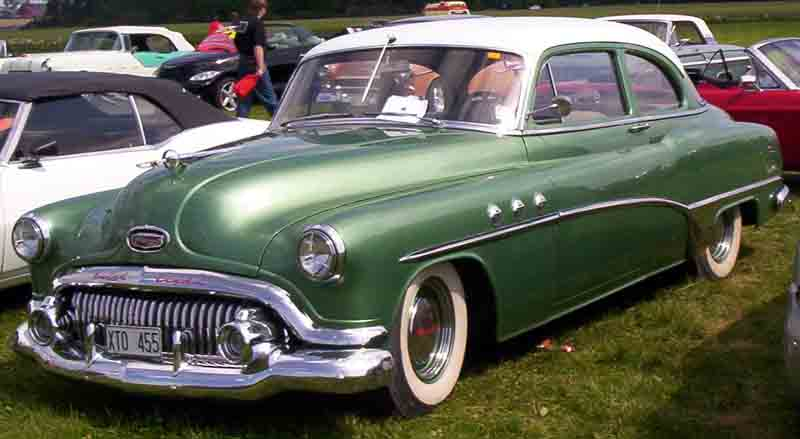
Berline 2 portes Special Deluxe (1951).
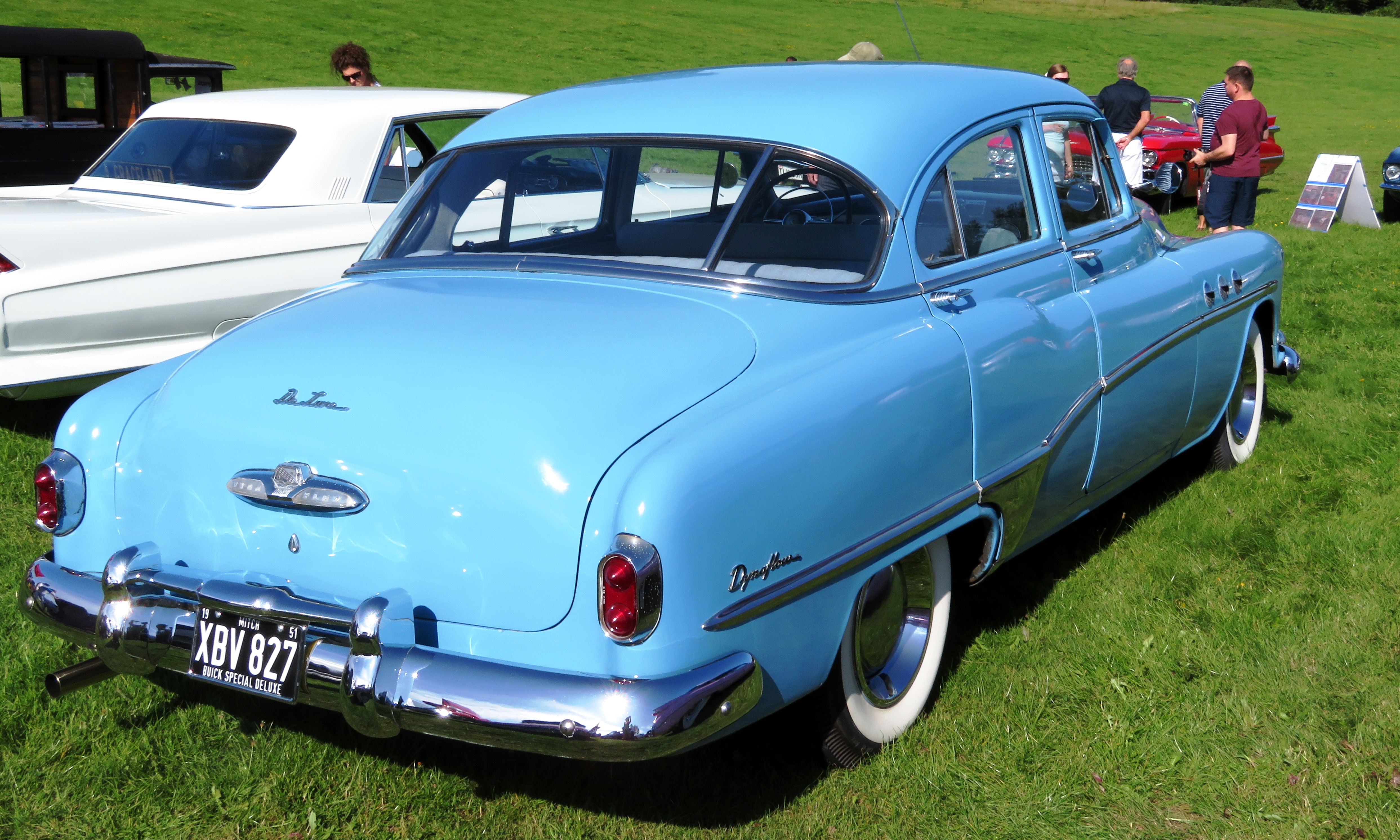
Berline 4 portes Special Deluxe (1951).
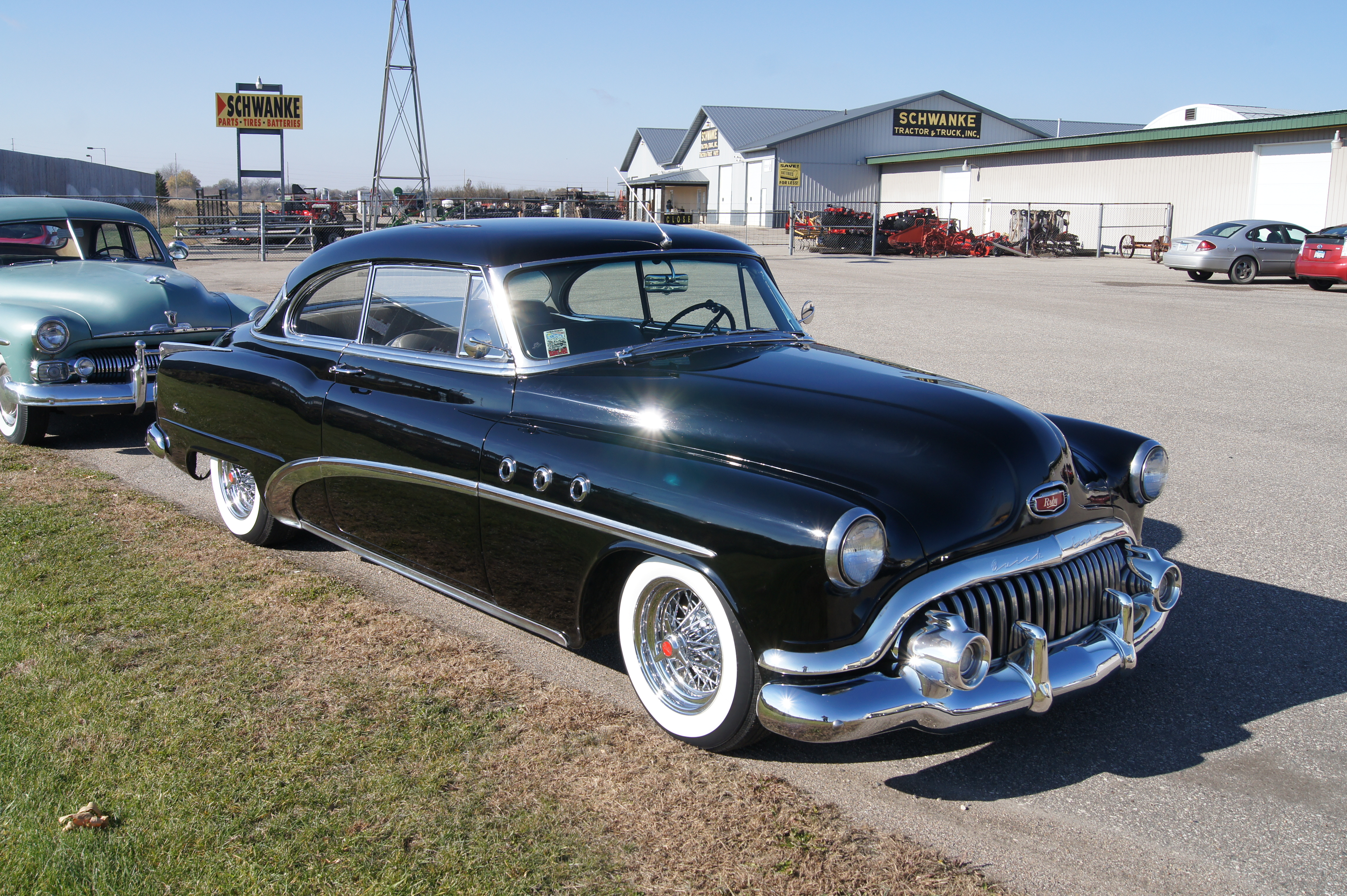
Coupé Riviera de 1952.
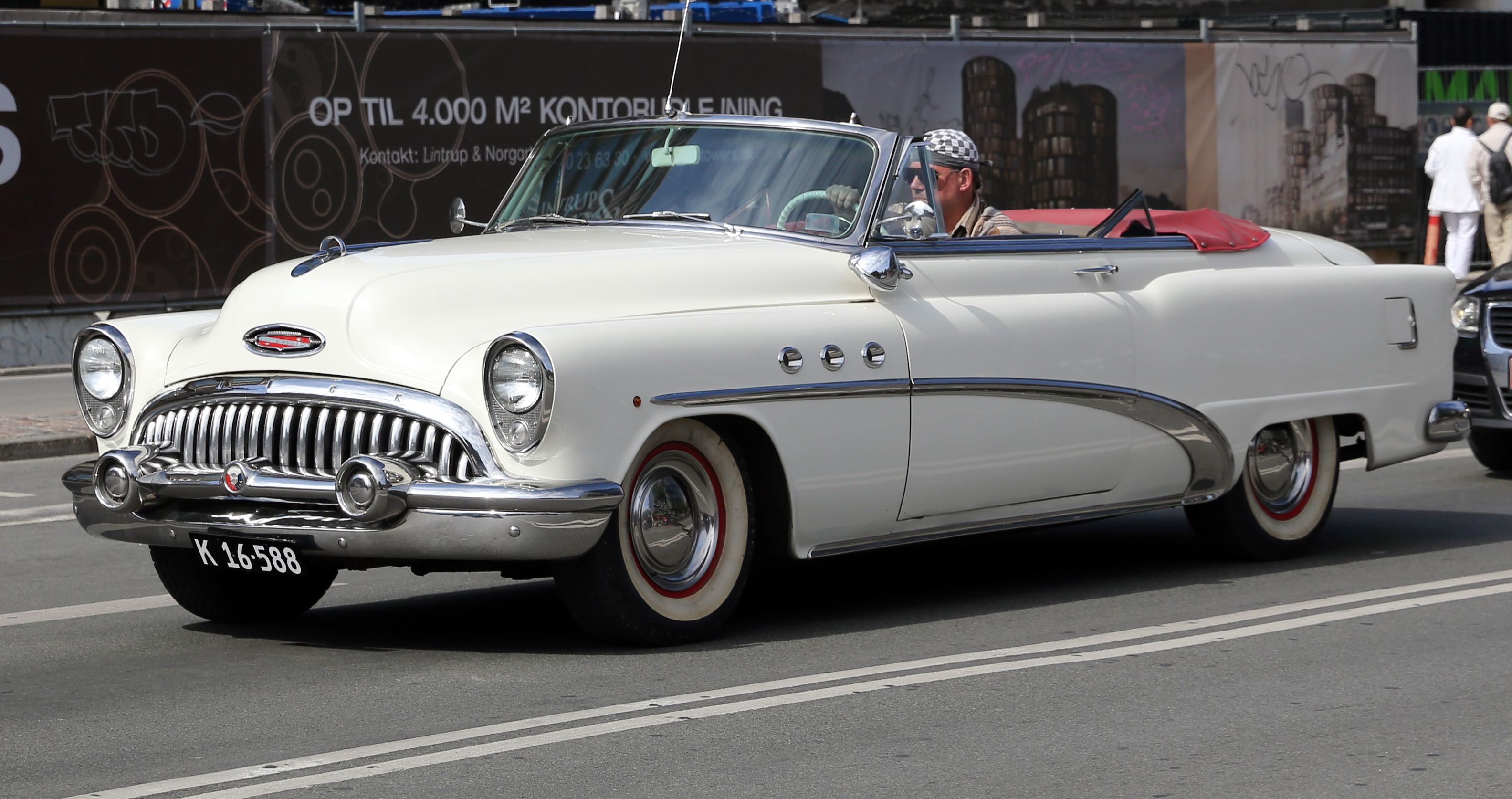
Cabriolet de 1953.
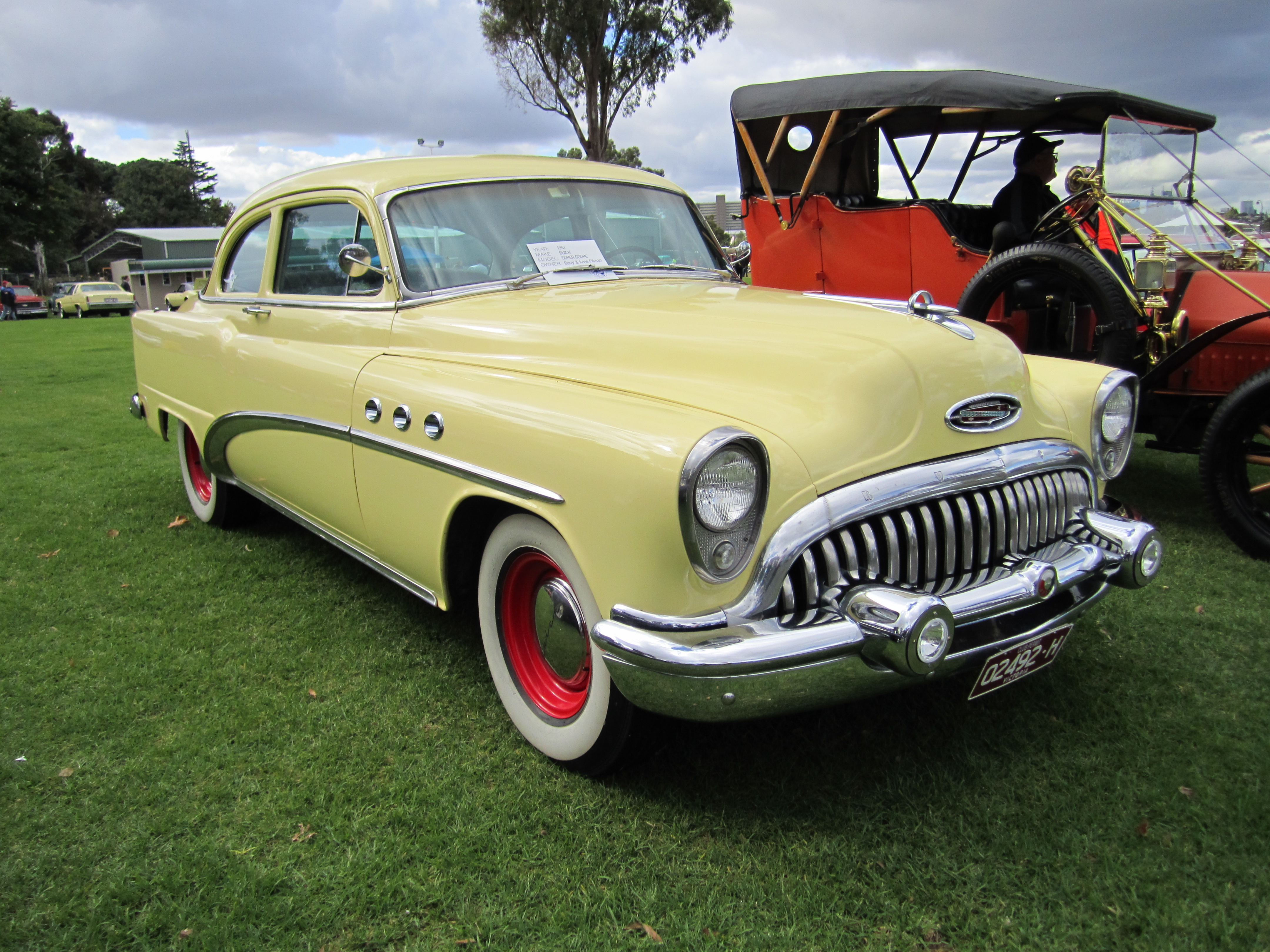
Coupé classique 1953.

### 1954-1956

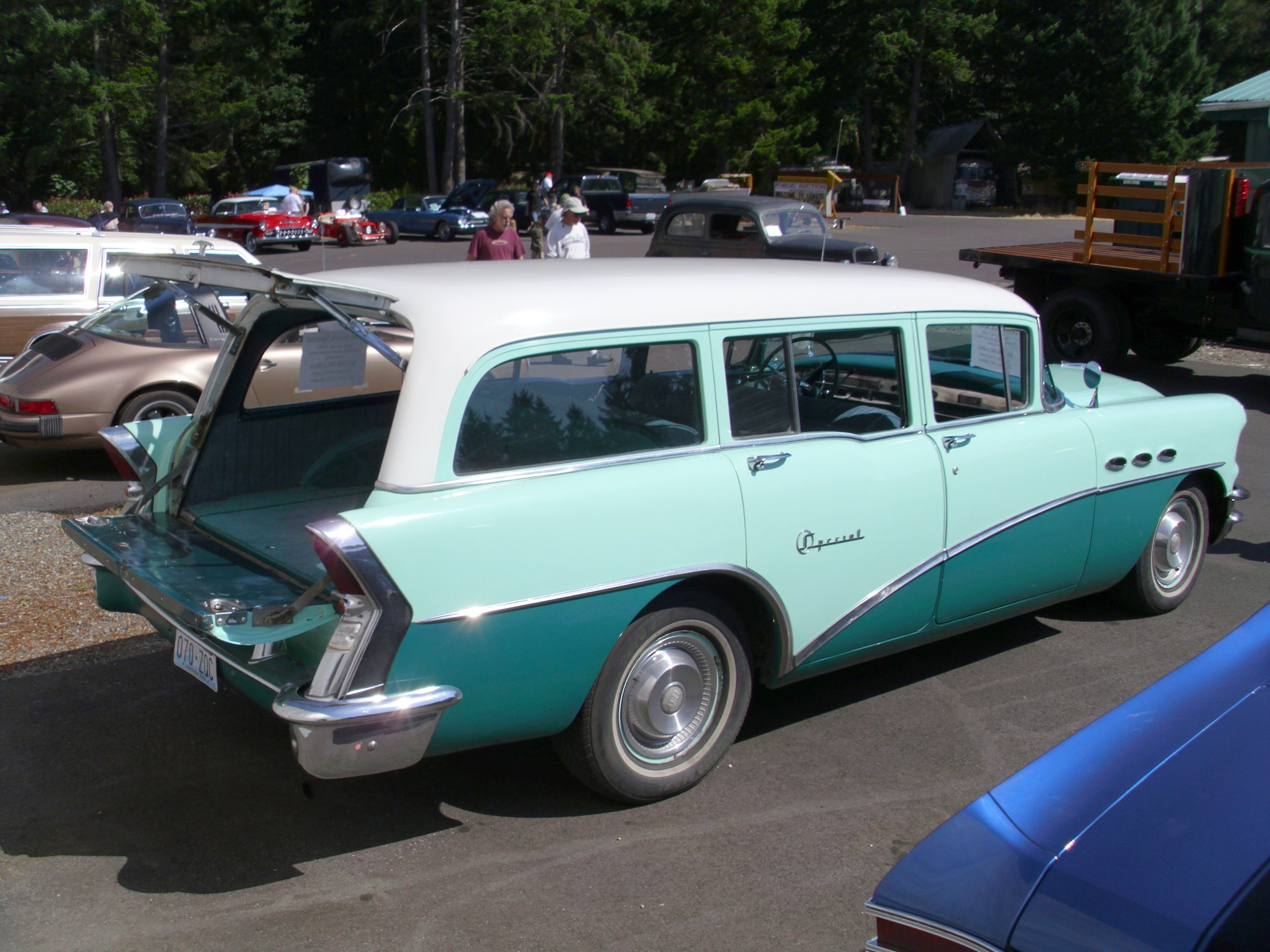
Version break.

1954 apporte une série de changements majeurs, notamment la disparition du moteur "Straight Eight" au profit du "V8 Nailhead", déjà introduit sur les Super et Roamaster un an avant, mais aussi l'apparition de nouvelles carrosseries, avec un pare-brise panoramique et des passages de roue dégagés à l'arrière sur les coupés et cabriolets (déjà introduits sur la Buick Skylark et les concept-cars Wildcat),,. La calandre Buick en "chute d'eau" est employée pour la dernière fois en 1954 avant de céder la place à une grille, reprenant des contours similaires en 1955, puis beaucoup plus large et biseautée l'année suivante.
Le succès grandissant des automobiles Buick, avec comme fer de lance la Special bon marché, combiné à des choix questionnables en matière de design du groupe Chrysler, feront passer Buick à la troisième place des marques américaines en 1954, évinçant les Plymouth qui se retrouvent en cinquième position, derrière les Oldsmobile,, et tenant à nouveau cette place en 1955 avec 738 814 exemplaires ; il faudra attendre 1973 pour revoir une telle quantité.
1954 est aussi l'année où la Buick Century est réintroduite, reprenant le concept d'une carrosserie de Buick Special sur un châssis allongé portant le moteur plus puissant créé pour les Roadmaster. Durant ces trois années, le modèle Buick le plus produit sera à chaque fois la Special ; la nouvelle Century ravissant la seconde place à la Super – réputée pour être sous-motorisée – en 1955 et 1956,. 1955 voit apparaître la berline 4 portes hardtop, également appelée Riviera qui aura d'emblée un succès important au point d'être deux fois plus nombreuses que les berlines ordinaires en 1956.

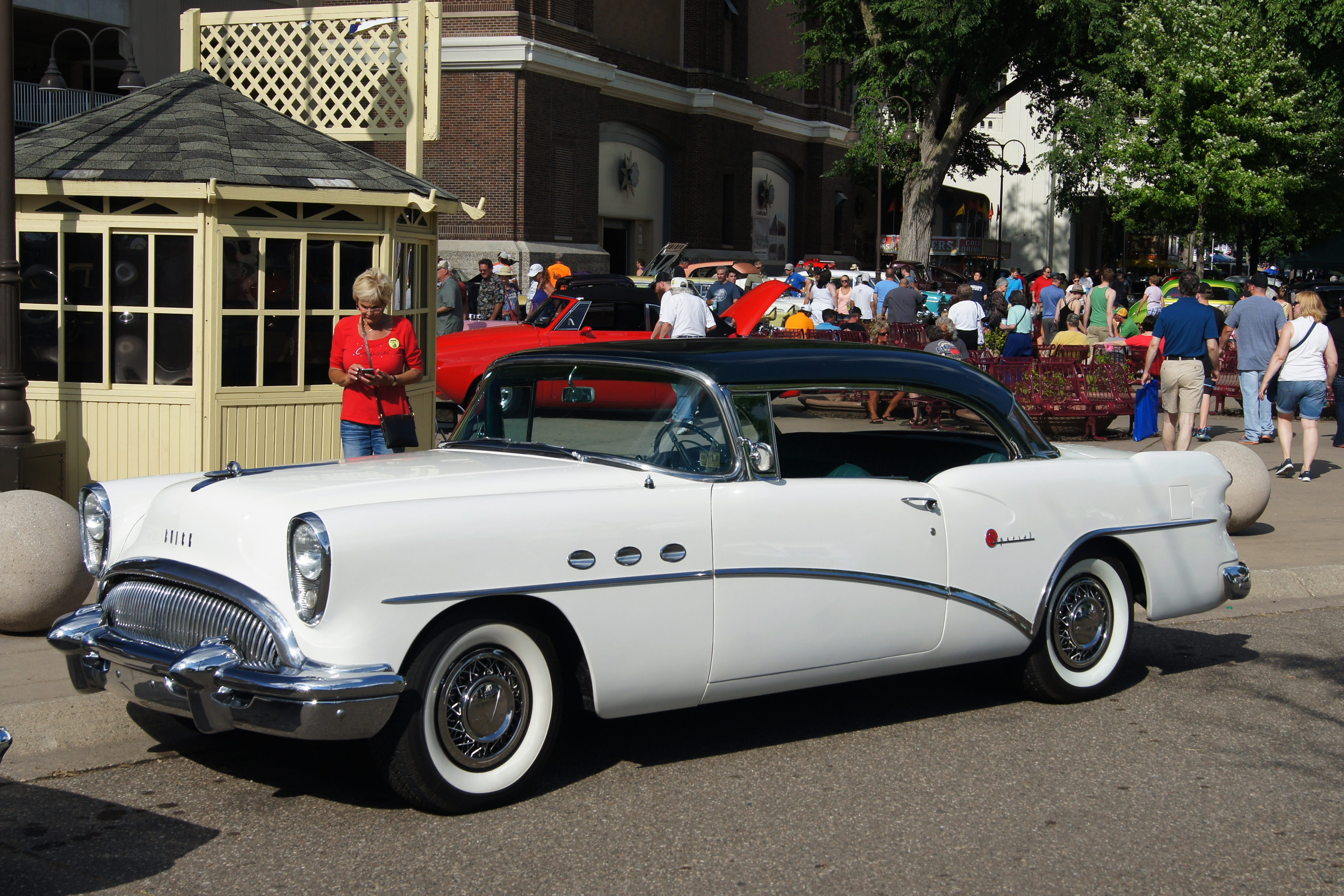
Special Riviera 1954.
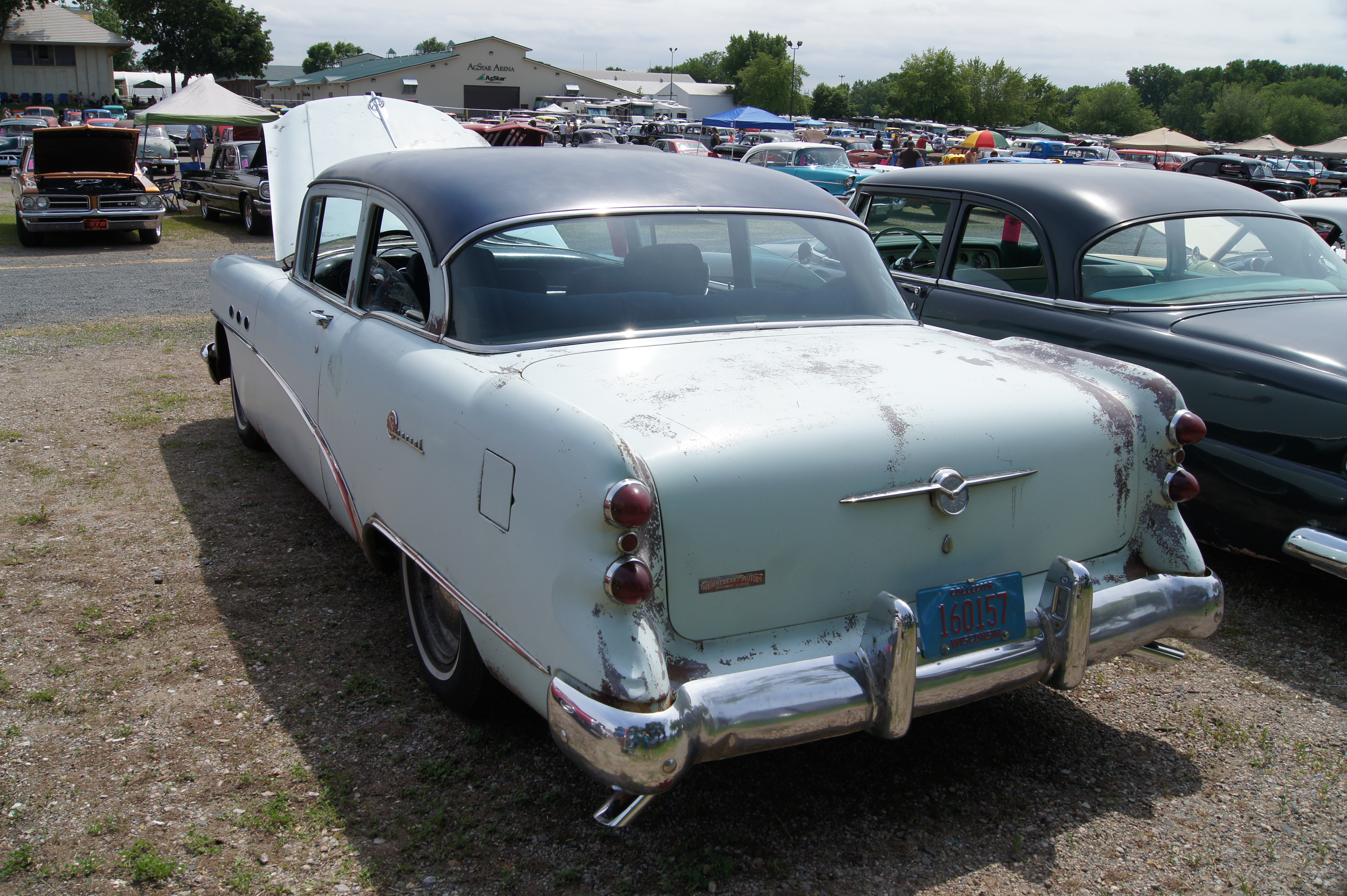
Berline deux portes 1954.
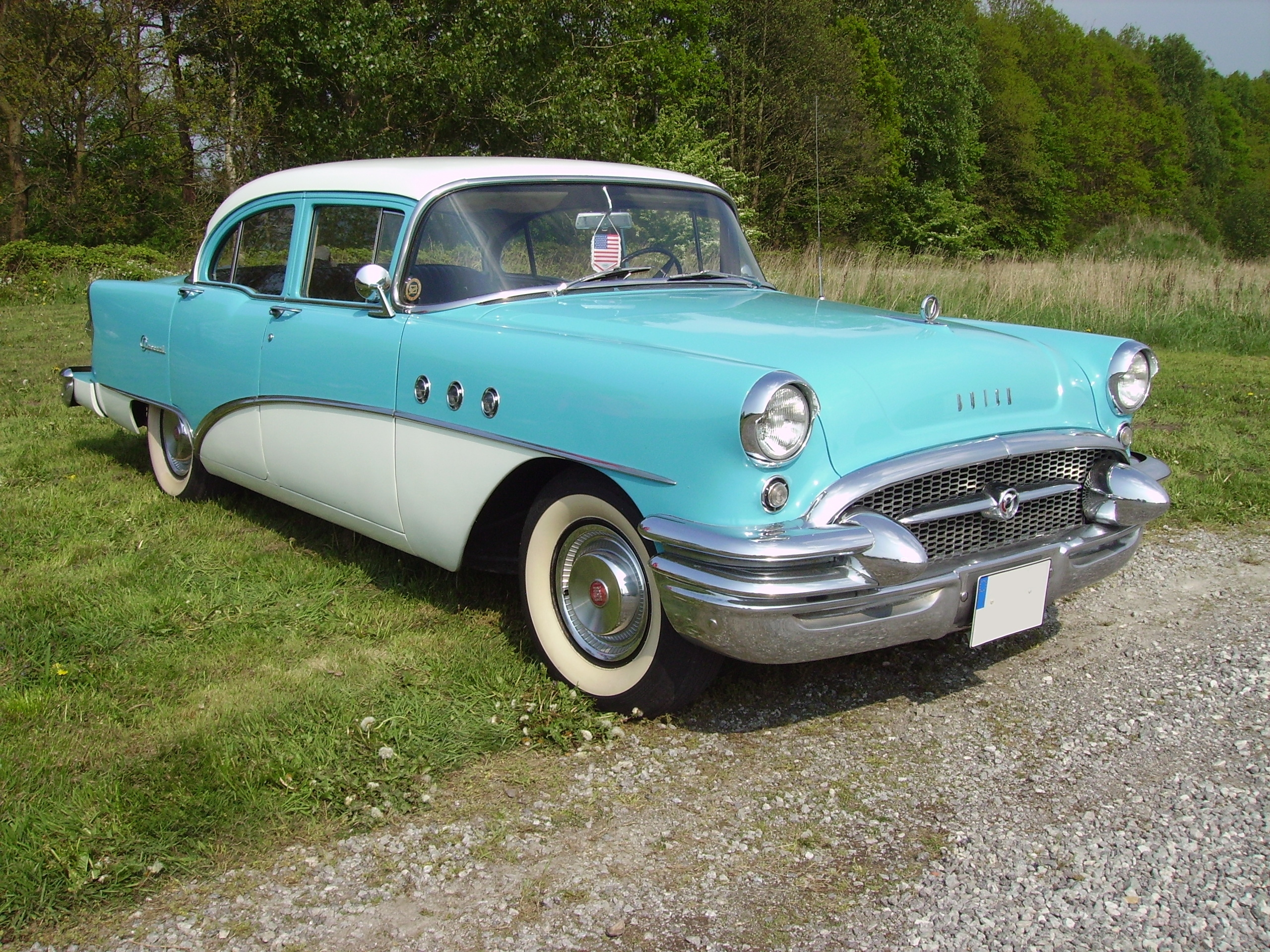
Berlines 4 portes 1955.
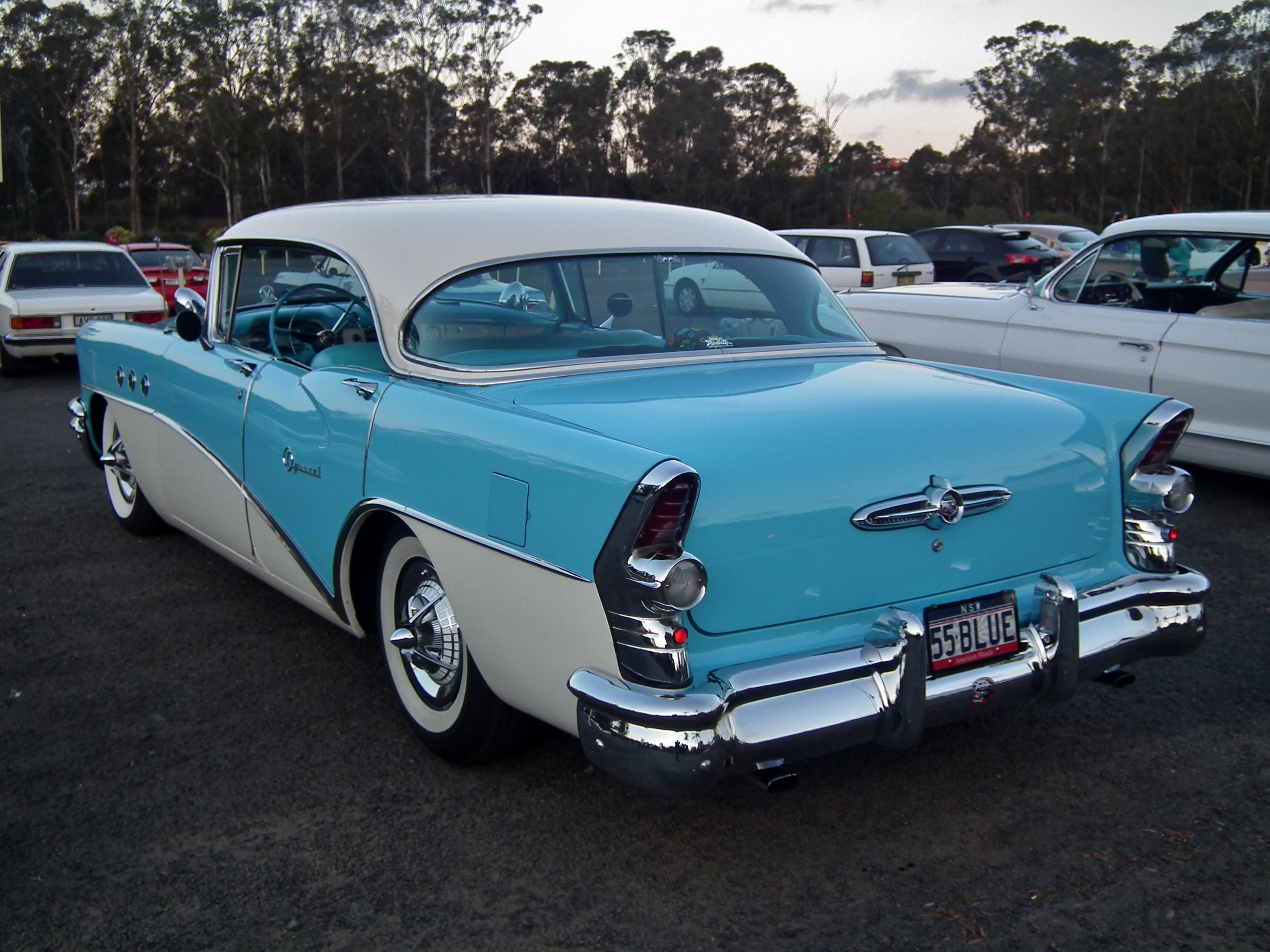
Berline hardtop Riviera 1955.
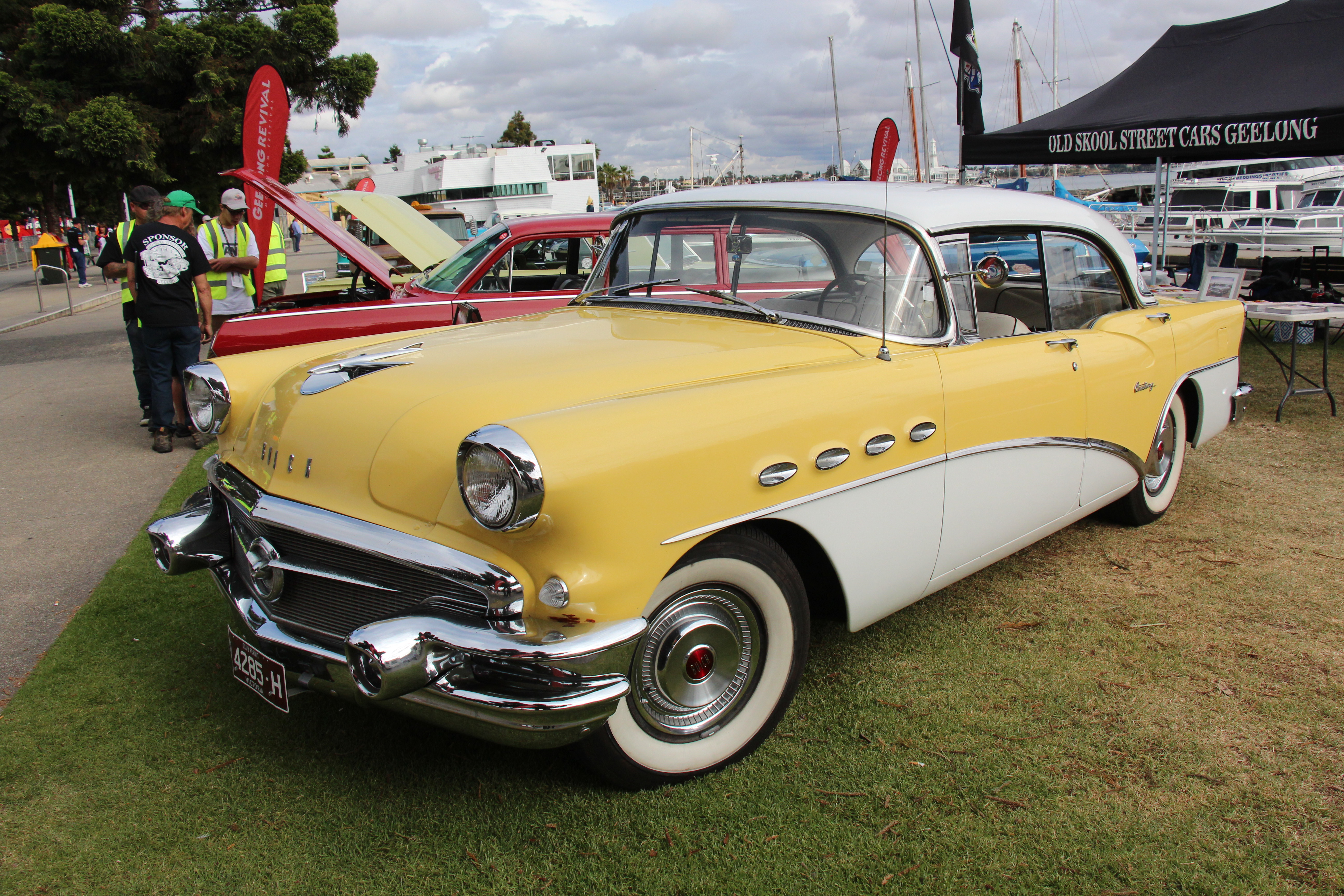
Berline Riviera de 1956.

### 1957-1958

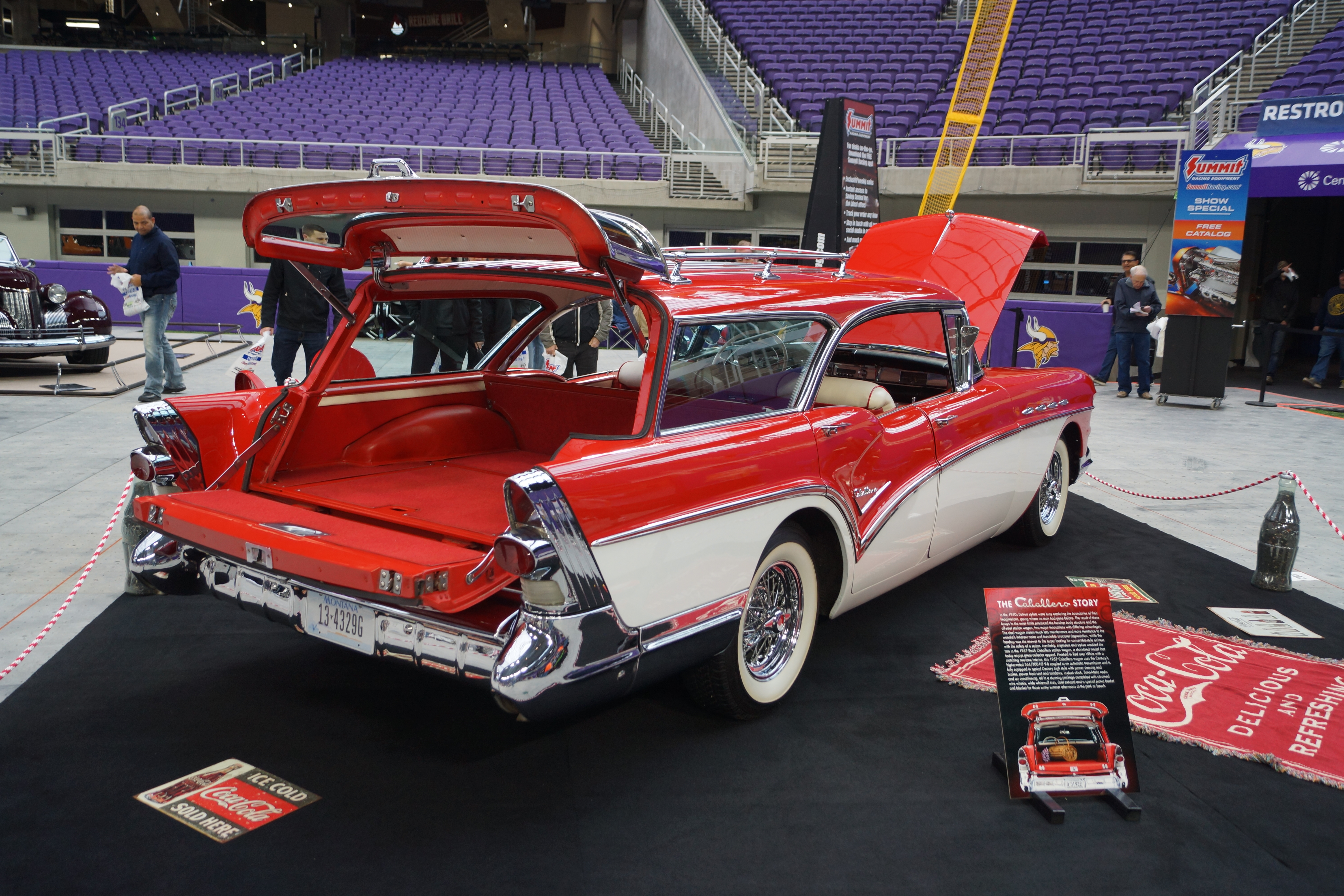
La Caballero : break hardtop réservé aux modèles Century et Special.

En 1957, les Buick, Oldsmobile et Cadillac sont renouvelées, recevant le châssis "X" et de carrosseries plus longues, larges et aérodynamiques, faisant la part belle aux hardtop, jusqu'à proposer le break Caballero 4 portes hardtop. L'arrière porte des ailes pointues largement dimensionnées avec une glace en trois parties également reprise sur les Oldsmobile, tout comme le pli très prononcé en arrière de la portière avant. La grille renoue avec l'aspect, chute d'eau, avec de nombreux traits verticaux et un large cadre chromé, qui n'est pas sans rappeler les Opel Rekord crées par la marque GM européenne la même année. Buick perd cependant sa troisième place et dépasse de peu les 400 000 exemplaires, dont 54% de Special.

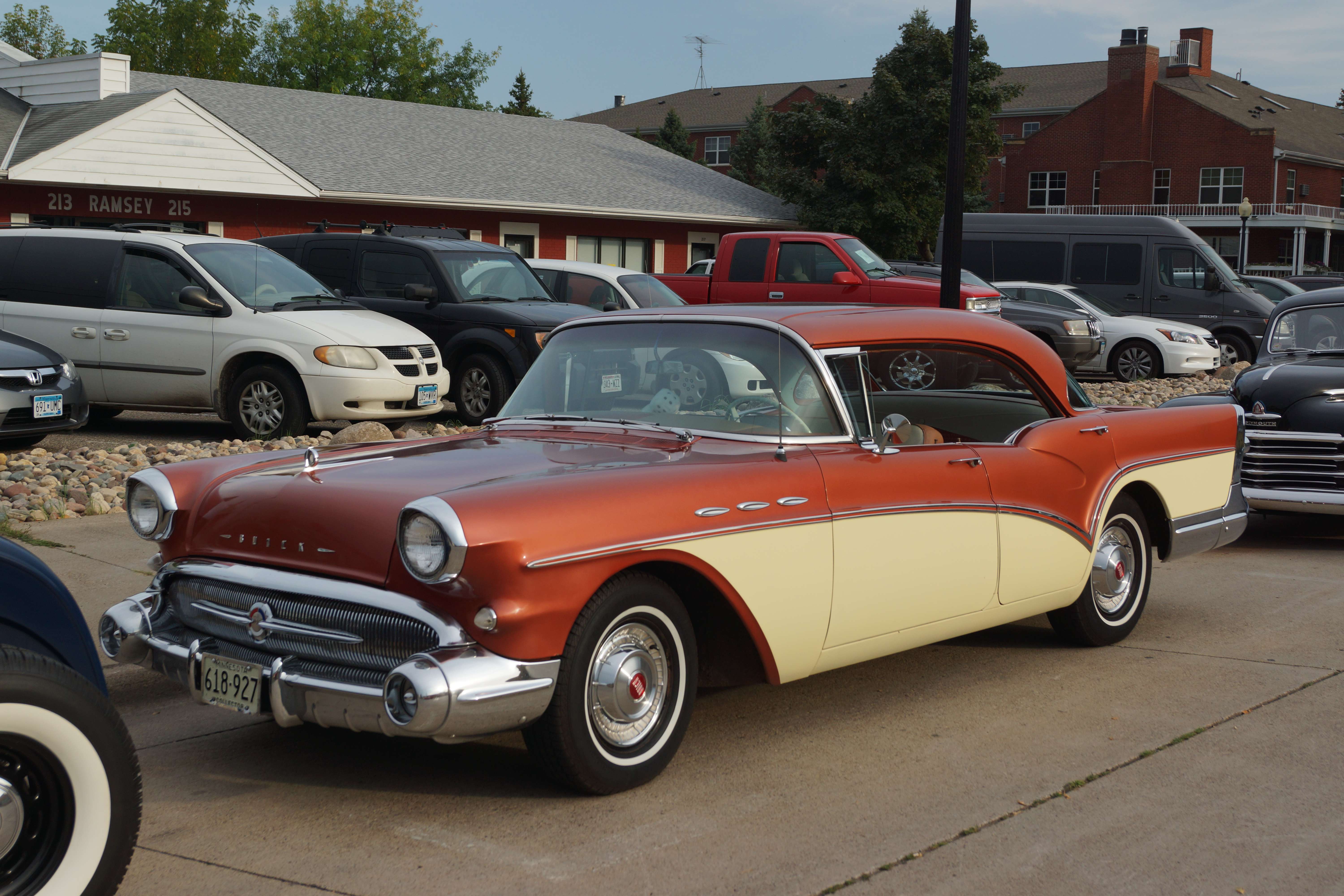
Berline 4 portes Riviera.
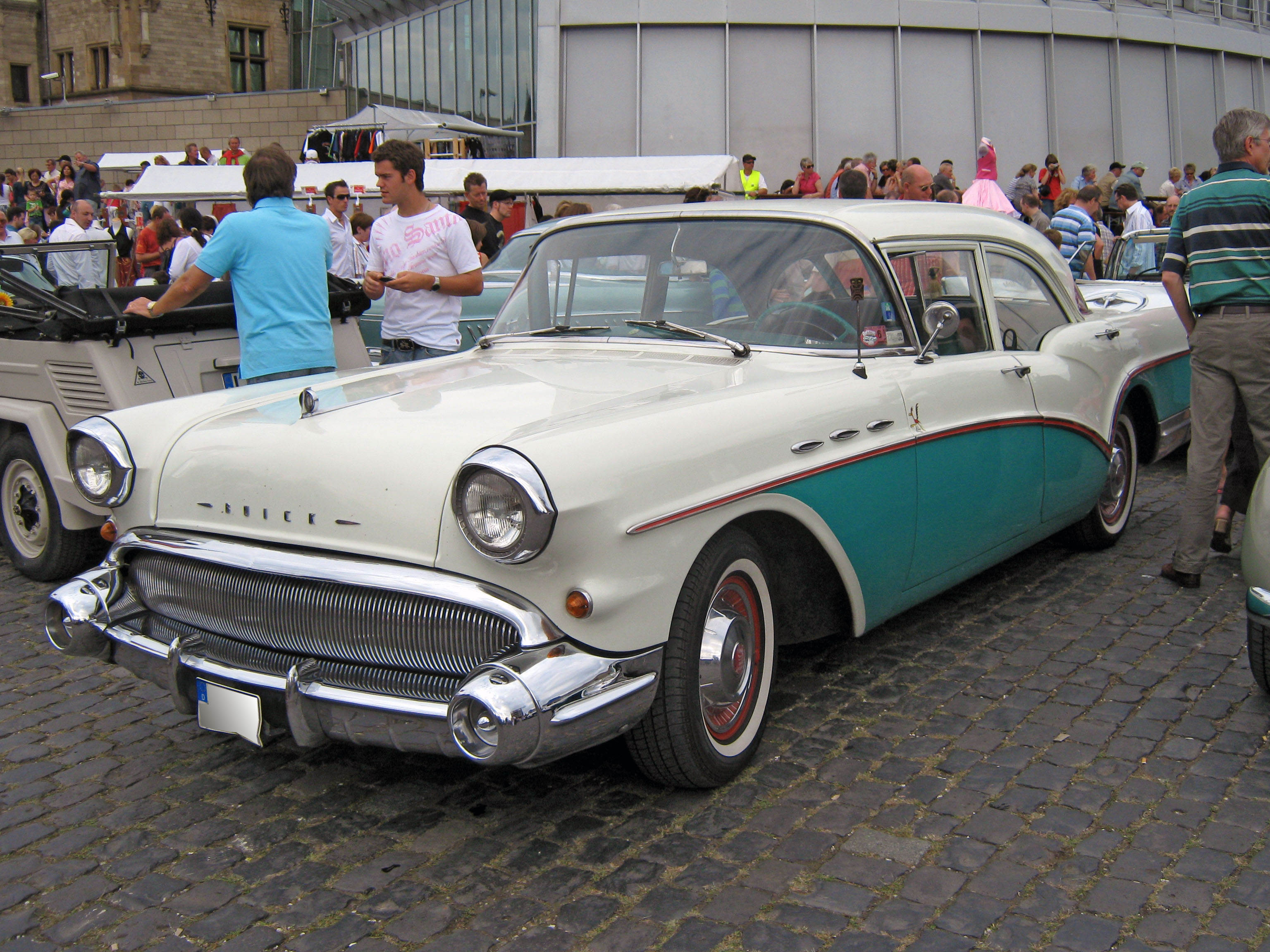
Berline classsique.
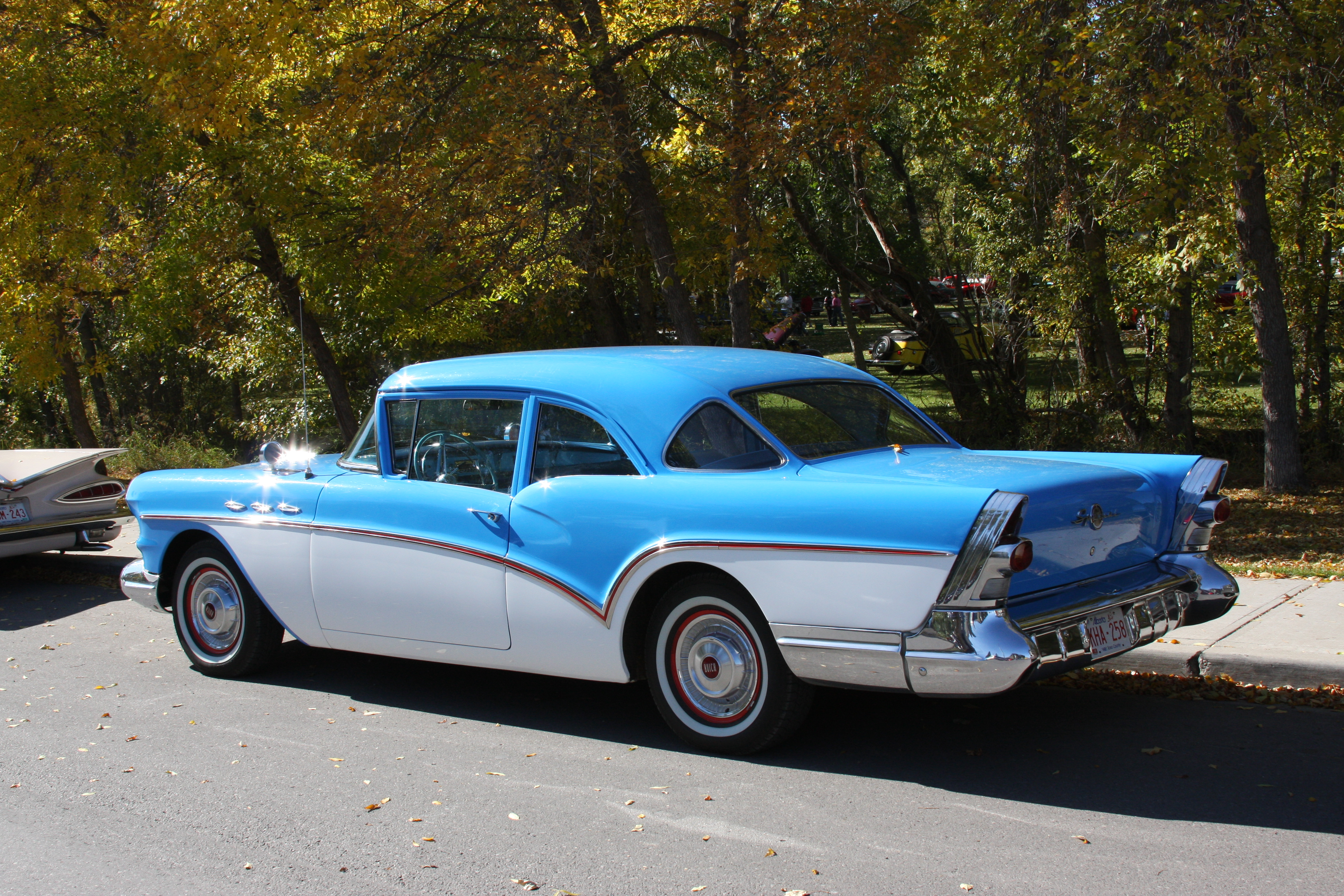
Coupé deux portes.

1958 est une année particulière, représentant les 50 ans du groupe GM. À cette occasion, les Chevrolets et Pontiac sont redessinées avec le châssis en X et un aspect rappelant les Cadillac et Buick les plus luxueuses. Les Buick Special et Century perdent quant à elles la curieuse lunette arrière en trois pièces et, comme les autres autos de la marque Buick, arborent une large calandre ornée de 160 carrés de chrome avec des phares doubles.
Malgré cette débauche d'ornements et d'innovations, leur constructeur fera un score particulièrement mauvais en 1958 avec 241 908 Buick produites, tous modèles confondus, bien loin derrière la quantité des seules Special vendues en 1955. Le contexte économique compliqué explique en partie ce recul spectaculaire mais des choix esthétiques moins heureux que les spectaculaires Chrysler et Phlymouth contemporaines ont pu rebuter la clientèle.
Pour l'année suivante, la nouvelle équipe aux commandes reverra complètement sa copie avec une nouvelle esthétique et un renommage des modèles Buick : la Buick Lesabre remplaçant la Special, l'Invicta prenant la place de la sportive Century et les Electra et Electra 225 se substituant aux Super et Roadmaster.

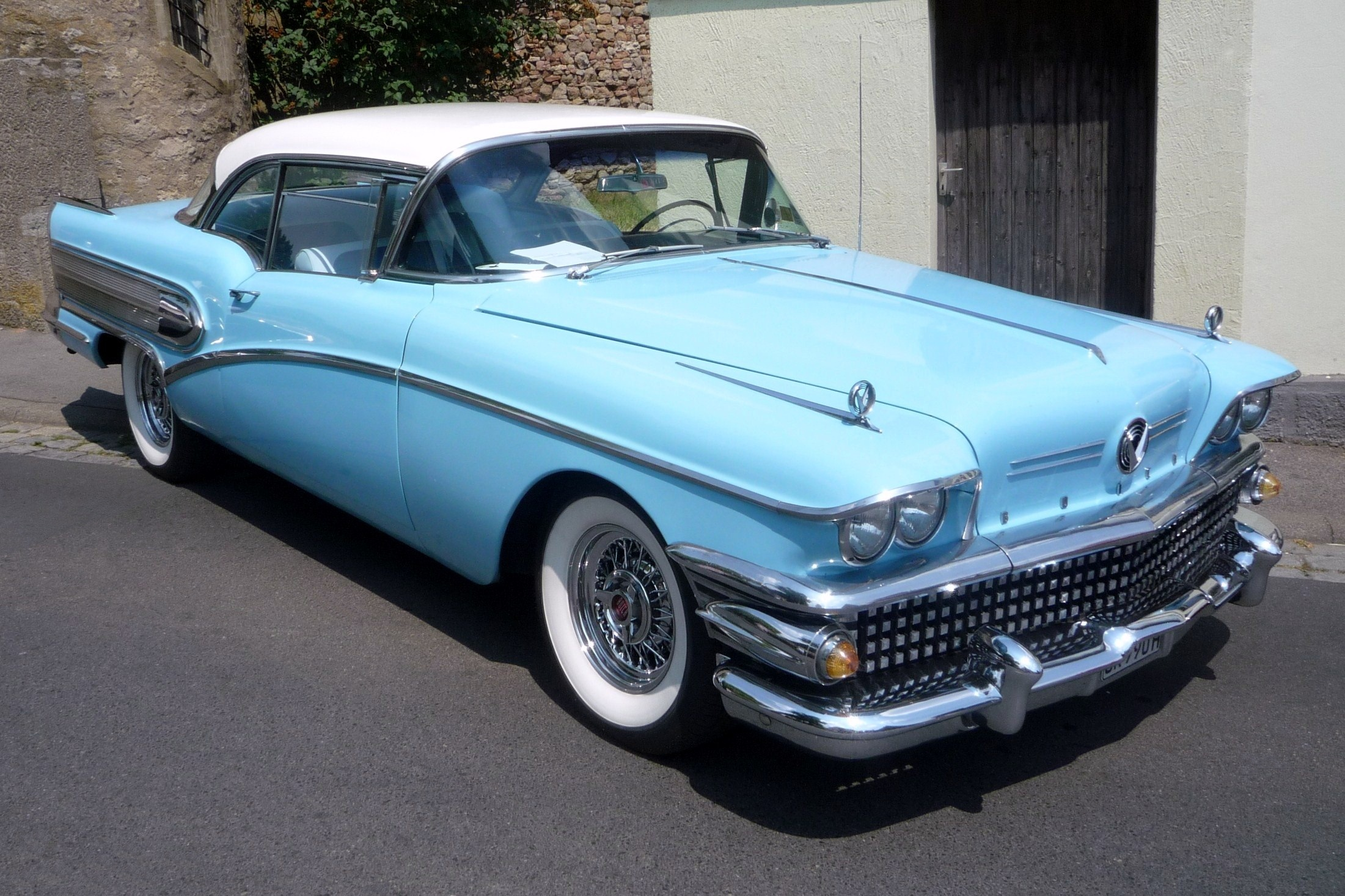
Deux portes Riviera.
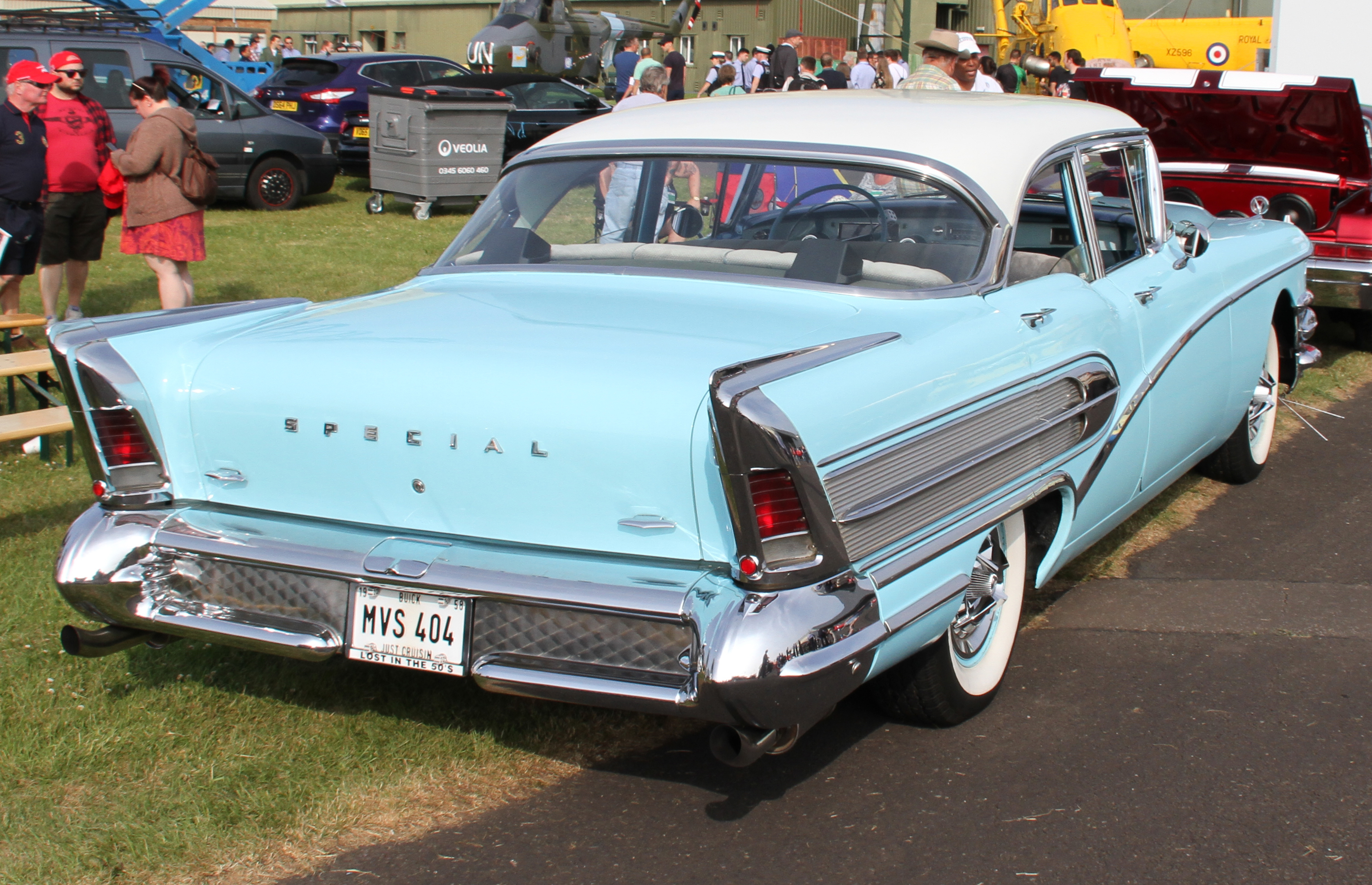
Vue arrière.
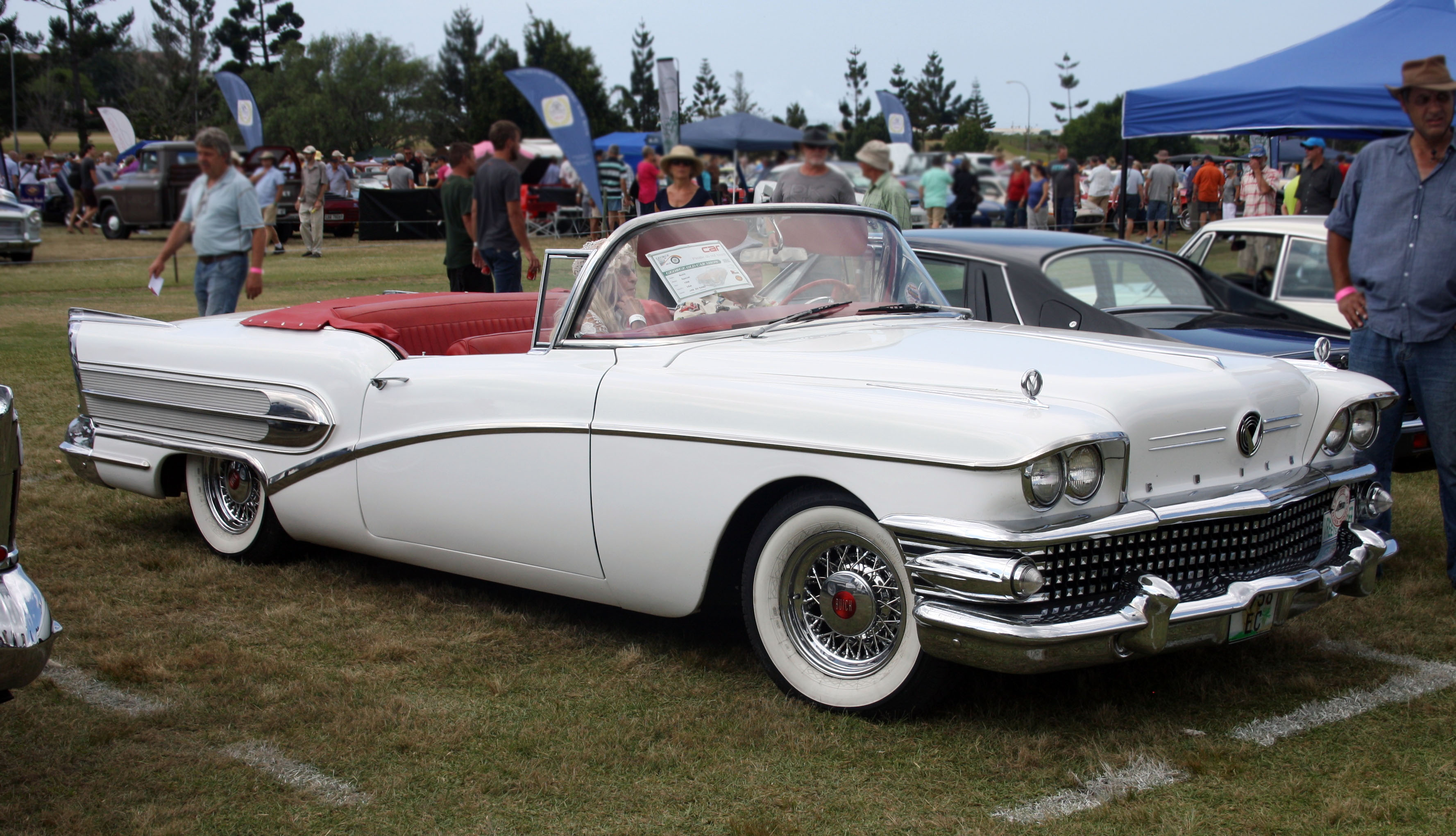
Cabriolet.

## Troisième génération (1961-1963)
En 1961, Buick ajoute à sa gamme une voiture compacte à carrosserie monocoque qu'elle nomme Special. Cette voiture est beaucoup plus petite que la LeSabre et les Special d'avant 1959. Une version plus luxueuse de ce modèle est appelée Skylark. Ces voitures sont équipées du petit V8 215 pouces cubes en aluminium de Buick qui fut vendu plus tard à Rover et utilisé dans plusieurs voitures anglaises. En 1962, la Special reçoit un moteur V6 198 pouces cubes en fonte en équipement standard dont l'architecture est très semblable au V8 en aluminium. Le V8 est toujours disponible en option.

## Quatrième génération (1964-1969)

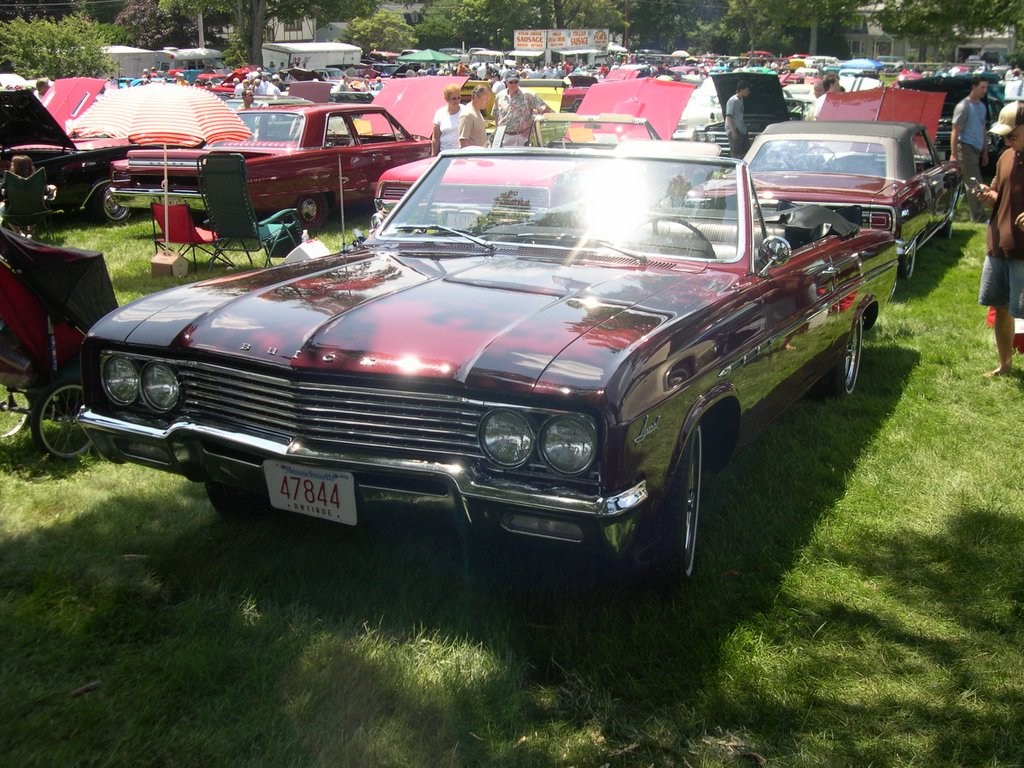
Une Buick Special cabriolet de 1965

En 1964, la Special devient un peu moins petite et est maintenant considérée comme une intermédiaire. Comme les Buick de format standard, les modèles 1964 à 1969 avaient un châssis indépendant. Les moteurs sont aussi plus gros, le V6 passe à 225 pouces cubes et le V8 (dont le bloc est maintenant en fonte) passe à 300 pouces cubes.
En 1965, les têtes du V8 300 sont elles aussi en fonte.
En 1966, le V8 est aussi disponible en version 340 pouces cubes.
En 1968 et 1969, toutes les Special reçoivent l'appellation DeLuxe mais en réalité, le modèle DeLuxe remplace le modèle se base de 1967, alors que le modèle Special DeLuxe de 1967 est remplacé par la Skylark de base en 1968. La Skylark Custom 1968 remplace la Skylark 1967.

## Suite
En 1970, le nom Special DeLuxe disparait car il est remplacé par la Skylark de base et la Skylark 1969 est remplacée par la Skylark 350.
En 1975, une version dépouillée du modèle intermédiaire Century V6 est appelée Special.
Le nom Special a été à nouveau sur le modèle de base de la Century dans les années 1990.